# Seymour Hersh

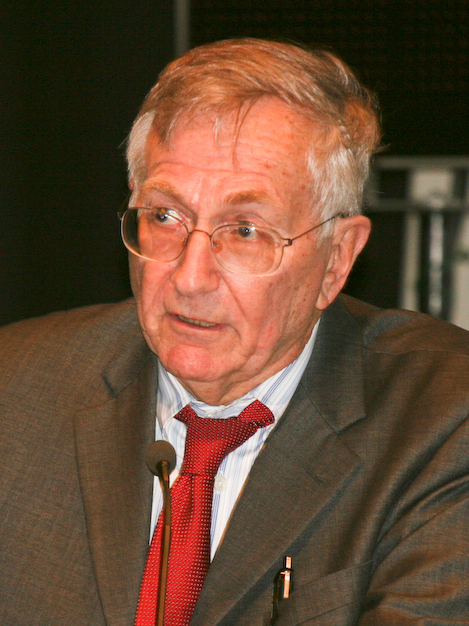
Seymour Hersh (2009)

Seymour Myron „Sy“ Hersh (* 8. April 1937 in Chicago, Illinois) ist ein US-amerikanischer investigativer Journalist und politischer Publizist. 1969 erlangte er weltweite Anerkennung für die Aufdeckung des zunächst vertuschten Massakers von My Lai während des Vietnamkriegs. In den 1970er Jahren berichtete Hersh für die New York Times über den Watergate-Skandal, über die geheime US-Bombardierung Kambodschas und das Programm der CIA zur Inlandsspionage. Im Jahre 2004 stellte er die von US-Militärs zu verantwortenden Folterpraktiken und Misshandlungen von Gefangenen in Abu Ghraib im Irak dar. Er gewann 1970 den Pulitzer-Preis für internationale Berichterstattung und eine Vielzahl weiterer Preise, darunter fünfmal den George Polk Award; darüber hinaus erhielt er den National Magazine Award und den National Book Critics Circle Award. Er ist Autor von elf Sachbüchern, darunter mehreren Bestsellern. Seine investigativen Recherchen führten zu zahlreichen Anfeindungen, bis hin zu Morddrohungen. Seine Veröffentlichungen ab 2013 zu Giftgasangriffen in Syrien, 2015 zur Tötung von Osama bin Laden sowie 2023 zum Anschlag auf die Nord-Stream-Pipelines werden aufgrund Methodik und Quellennutzung nicht nur wie früher von staatlichen Stellen, sondern auch von den Medien stärker kritisiert als frühere Arbeiten.

## Leben und Wirken

### Jugend
Seymour wurde in eine jüdisch-osteuropäische Familie der unteren Mittelklasse geboren. Er hatte einen Zwillingsbruder, Alan, und zwei fünf Jahre ältere Zwillingsschwestern, Phyllis und Marcia. Sein Vater Isador Hershowitz stammte aus Seduva in Litauen und wanderte am 12. Februar 1921 in die USA ein, wo er seinen Lebensunterhalt zunächst als Straßengeiger verdiente. Zwei Jahre später folgten Isadors Mutter und Schwester. Seinen Nachnamen kürzte Isador in Hersh, als er 1930 in Chicago die amerikanische Staatsbürgerschaft annahm. Seymour Hershs Mutter Dorothy Margolis stammte aus Polen. Beide Eltern hatten keinen formalen Schulabschluss. Sie führten im Stadtteil South Side, dem Schwarzenghetto der Stadt, eine Chemische Reinigung, in der die Kinder mitarbeiteten. Die Arbeit in der Wäscherei umfasste zwölf Stunden am Tag und sieben Tage in der Woche. Die Wohnung der Hershs lag zuerst in einem von Chicagos jüdischen Vierteln im Stadtteil Hyde Park, später in South Side. Seymours Vater starb 1954, mit 49 Jahren, nach langem Leiden an Lungenkrebs, wobei sich Seymour, beim Tod des Vaters 18 Jahre alt, um ihn kümmerte.
Im Haushalt und mit der Kundschaft wurde Jiddisch gesprochen, jedoch spielte das Judentum in der „agnostischen“ Familie, so Hersh, keine große Rolle, auch wenn die Kinder die Thoraschule besuchten. Der familiär tief verwurzelte Glaube an die amerikanischen Werte formte, so Jeff Wallenfeld (Britannica), Hershs idealistische Haltung, Missstände enthüllen zu wollen. Nach eigener Angabe in seiner Autobiografie, Reporter, haben beide Eltern jedoch Amerika nie verstanden. Hersh beschreibt sich als „aggressiven Lerner“ und Generalisten, der sich früh für Bücher interessierte, hauptsächlich zu Politik, Geschichte und Literatur. Als eine der Lektionen seines Lebens erwähnt er in seiner Autobiographie die Abschieds-Belehrung in „Wirtschaftsethik“ des Rabbis in ihrer örtlichen Synagoge, Chaim Zvi Halevi Rubenstein: „Lassen Sie mich Ihnen als Geschäftsmann einen Rat geben: Verarschen Sie sie, bevor sie Sie verarschen.“
1954, kurz vor dem Tod des Vaters, schloss Hersh die Highschool mit nur sehr geringem Erfolg ab. Sie hatte ihn während der Krankheit seines Vaters zunehmend weniger interessiert. Er schrieb sich aufgrund der schlechten Ergebnisse in Navy Pier ein, einem zweijährigen Junior College ohne Zulassungsvoraussetzungen. Gleichzeitig führte er das Geschäft des Vaters weiter, um seine Mutter und sich zu unterhalten. Sein Berufswunsch lag zuerst außerhalb des Journalismus, er wollte bei Xerox arbeiten, wo man ihn jedoch ablehnte. Er kam, so seine Aussage, eher zufällig zum Journalismus, durch eine Reihe von Ereignissen, zu denen ein nächtliches Pokerspiel und eine „riesige Portion Zufall“ gehörten.
Auf Vermittlung eines seiner Lehrer, den er mit einem Literaturessay beeindruckt hatte, studierte Hersh an der University of Chicago und machte 1958 seinen Abschluss in Englischer Literatur. An der Universität lernte er Elizabeth Sarah Klein kennen, eine Psychoanalytikerin, sie heirateten 1964. Zwischenzeitlich arbeitete Hersh in der Drogeriekette Walgreens. Nach dem Abschluss in Literatur fing er ein Rechtsstudium an, das er wegen schlechter Leistungen nach einem Jahr abbrechen musste, woraufhin Walgreens ihn wieder einstellte.

### Erste journalistische Arbeit
1959 begann Hershs journalistische Karriere als Polizeireporter beim City News Bureau (CBS). 1960 trat Hersh den Militärdienst in Fort Leavenworth (Kansas) an und absolvierte eine dreimonatige Grundausbildung. Aufgrund seines Abschlusses und der Arbeit bei CBS arbeitete Hersh anschließend als Information Specialist in Fort Riley, Kansas. Hier lernte er die Öffentlichkeitsarbeit des US-Militärs aus erster Hand kennen, was ihm bei seiner späteren Arbeit als Pentagon-Korrespondent für die Nachrichtenagentur Associated Press (AP) nützlich war.
1961 kehrte Hersh nach Chicago zurück und gründete zusammen mit Bob Billing, dem ehemaligen Redakteur aus seiner Zeit bei CBS, die Stadtteilzeitung Evergreen Dispatch. Nach einem Jahr gab er das Unternehmen auf. Er war sich mit Billing, der das Editorial machte, über die Ausrichtung der Zeitung uneins. Außerdem gab es finanzielle Schwierigkeiten, so dass die Zeitung eingestellt wurde. Im folgenden Jahr stellte ihn Amerikas zweitwichtigste Nachrichtenagentur United Press International (UPI) in South Dakota ein. Besonders stolz war Hersh bei UPI auf eine Serie von Artikeln über den Stamm der Sioux-Indianer, deren ärmliche Lebensbedingungen im Pine Ridge Reservat er beschrieb. Diese Artikel wurden von der Chicago Tribune aufgegriffen.

### Pentagon-Korrespondent für die Associated Press
Weil South Dakota Hersh zu provinziell war, kehrte er nach Chicago zurück und fand 1963 bei der Associated Press (AP) eine Anstellung. Zusammen mit späteren Pulitzerpreisträgern, wie James Polk und Gaylord Shaw, begann Hersh die Arbeit als Neueinsteiger mit der Überarbeitung von Texten etablierter Journalisten. Über die folgenden Jahre stieg, nach Darstellung Miraldis, sein Ansehen durch gute Artikel, die regelmäßig in der AP-internen Wochenschau Erwähnung fanden. 1965 versetzte AP ihn nach Washington, D.C. Erneut bereitete er die Arbeiten anderer Journalisten auf, doch fand Hersh auch erste eigene Investigativ-Artikel und Reportagen. So führte er ein Exklusivinterview mit Martin Luther King jr. Seine Initiative und sein Spürsinn brachten seine Artikel in die Schlagzeilen. Neben der Bürgerrechtsbewegung befasste er sich mit Verteidigungspolitik und Kriegseinsätzen. Er nahm Einfluss auf die Debatte zur Auswahl von Wehrpflichtigen während des Vietnamkriegs. 1966 wurde er Pentagon-Korrespondent für die Associated Press und gewann weitere Einblicke in die Hintergründe von Militäreinsätzen. Im Pentagon erwarb er sich, laut Miraldi, den Ruf, sich lieber mit seinen Quellen im Offizierskasino zu treffen, als auf Pressekonferenzen zu erscheinen.
Seine Berichte darüber, dass in Vietnam zu Beginn des Jahres 1967 erstmals mehr Soldaten im Einsatz seien als im Koreakrieg und dass die zivile Infrastruktur bombardiert werde, beunruhigten seine Vorgesetzten. Seine Berichterstattung wurde mehr und mehr durch AP-interne Textkürzungen erschwert. Als Hersh aufdeckte, dass die US-Streitkräfte im Ausland Giftgas lagerten, verlangte die Redaktion der AP, die Darstellung abzuschwächen und auf ein Zehntel des Ursprungstextes zu kürzen. Hersh lehnte dies ab, kündigte und verkaufte den Artikel an die New Republic.

### Wahlkampfberater Eugene McCarthys
1968 engagierte Hersh sich als Pressesprecher für die Nominierung des Senators Eugene McCarthy zum Präsidentschaftskandidaten der Demokraten. Er arbeitete damit gewissermaßen als Public-Relations-Agent für die aus Sicht des Journalismus „dunkle Seite“ der Macht. Er erhoffte sich von McCarthy ein Ende des Vietnamkriegs, da dieser einer der prominentesten Kriegsgegner war. Drei Monate später kam es jedoch zu einem Streit mit McCarthy und Hersh verließ das Wahlkampfteam.

### Freier Journalist
Hersh knüpfte an seine Recherchen über chemische und biologische Waffen an, als er seine Tätigkeit als freier Mitarbeiter für die New York Times und The New Republic aufnahm. Die US-Regierung war bemüht, Veröffentlichungen zu diesem Thema zu verhindern. Davon unbeirrt, so Miraldi, brachte Hersh nach mehreren Artikel-Serien 1969 sein erstes Buch heraus: Chemical and Biological Warfare: America’s Hidden Arsenal (deutsch: Chemische und biologische Kriegführung: Amerikas verstecktes Arsenal). Unter anderem schilderte er, wie die USA zum größten Produzenten dieser in den Genfer Konventionen verbotenen Waffen geworden waren und diese in Vietnam zum Einsatz brachten. Wissenschaftler wie Charles J. Thoman, die von Kritikern als Vertreter des militärisch-industriellen-Komplexes betrachtet wurden, bezeichneten Hersh ablehnend als „Abrüstungsbefürworter“. Die Publikation gab Hersh nach Darstellung Miraldis den weithin anerkannten Status eines gutinformierten Kommentators, dessen Meinung auch in weiteren Artikeln gefragt war.
Auch als Reaktion auf Hershs Buch beendete Präsident Richard Nixon die Produktion und Lagerung chemischer und biologischer Waffen. Nach Ansicht des Wissenschaftlers John Ellis van Courtland Moon, der sich mit Amerikas biologischem Waffenarsenal befasste, wurde Hersh zum öffentlichen Sprachrohr einer schon vorhandenen Stimmung zur Abrüstung chemischer und biologischer Waffen.
Im Rückblick schrieb David Rubien im Jahr 2000, Hershs Buch zeige bereits die typischen Charakterzüge seines Gesamtwerks. Auf der positiven Seite sieht Rubien die gründliche Recherche und die vollständige Durchdringung des Themas, wie es sich in Quellenapparat und Fußnoten manifestiere. Auf der negativen Seite verbucht Rubien einen Schreibstil, der alles andere als neutral sei. Mit diesem setze sich Hersh unnötigerweise dem Vorwurf der Befangenheit aus.

### Mỹ-Lai-Massaker
Ebenfalls im Jahr 1969 erlebte Hersh seinen Durchbruch auf internationaler Ebene. Der Journalist Geoffrey Cowan hatte in einem Artikel über die Operation Phoenix berichtet, die CIA habe vietnamesische Zivilisten ermordet, die im Verdacht standen, dem Viet Cong zu helfen. Cowan gab Hersh einen Tipp und einer seiner Informanten im Pentagon setzte ihn und Hersh in Kenntnis, dass ein US-Offizier wegen Mordes an Zivilisten in Vietnam angeklagt war und dieser Fall vertuscht werden sollte. Kurz zuvor hatten Proteste der Friedensbewegung stattgefunden. Präsident Nixon versuchte, die öffentliche Meinung für die Weiterführung des Vietnamkriegs zu gewinnen, und Medien machten folgsam mit, wenngleich kritische Stimmen zunahmen. Um der Geschichte nachgehen zu können, bat Hersh den Philanthropen Phillip J. Stern um Geld. Hersh machte Leutnant William Calley in Fort Benning ausfindig, der offiziell angeklagt war, über 90 Menschen umgebracht zu haben. Dabei waren Hersh viele GIs des Stützpunkts behilflich. Später stellte sich heraus, dass Calley Kommandant einer Einheit war, die im März 1968 im vietnamesischen Ort Son Mỹ (in der Sprache der US-Soldaten Mỹ Lai 4) ein Massaker an mehr als 500 Personen verübt hatte. Unter den Opfern waren 182 Frauen (17 Schwangere), 173 Kinder (56 Säuglinge) und 60 Männer; auch über Vergewaltigungen wurde berichtet.

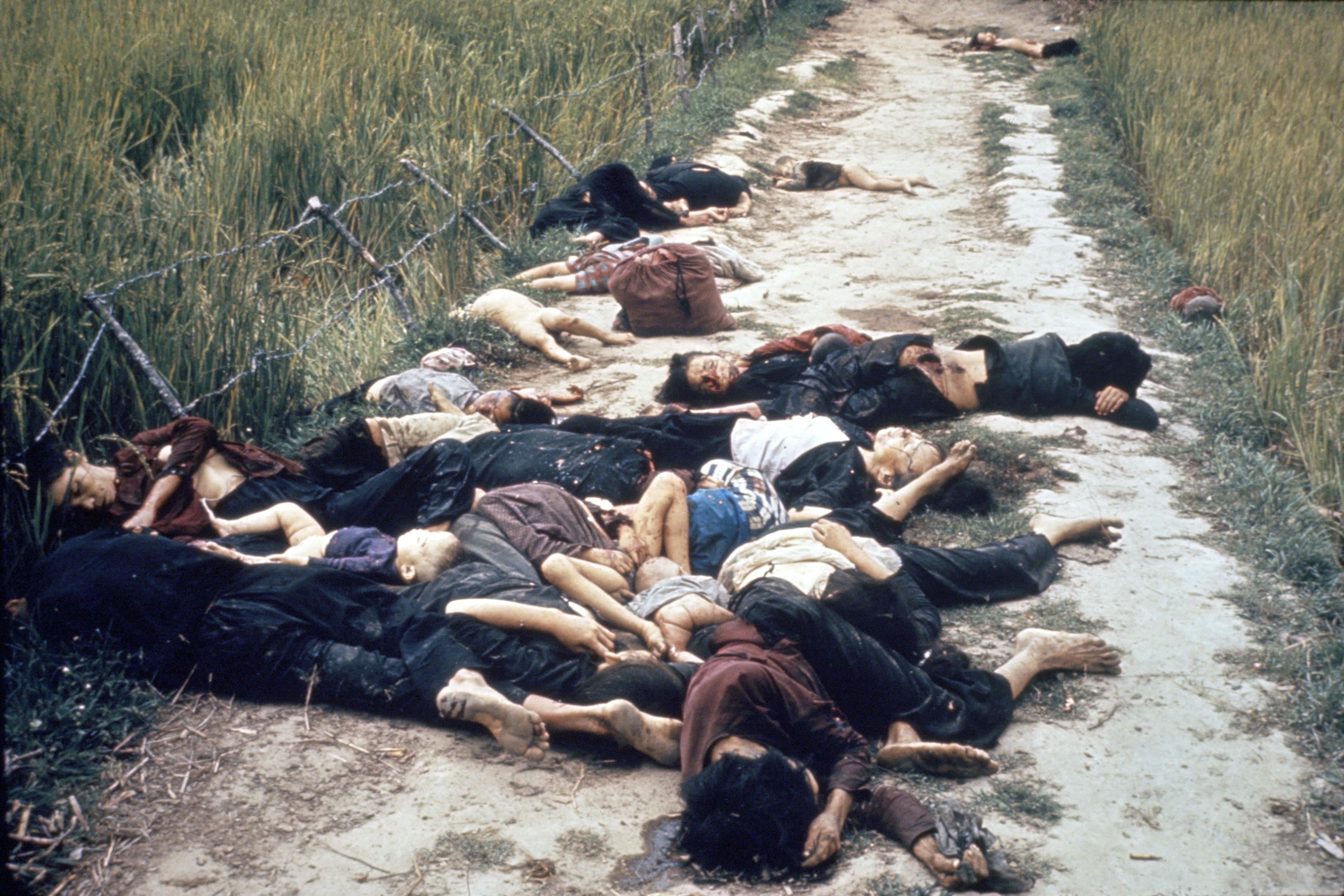
US-Soldaten erschießen 1968 503 Menschen in Son Mỹ, fast die ganze Bevölkerung des Dorfes.

Hersh interviewte den betrunkenen Calley, der selbst keinen vollständigen Überblick über das Ausmaß des Verbrechens hatte. Mit dem Anwalt Calleys sprach er ab, den Artikel gegenzulesen. Hersh stützte sich auf die Aussagen von acht von zehn anonymen Quellen, die er innerhalb weiterer fünfmonatiger Recherchen gefunden hatte. Im Zuge der Bemühung um die Veröffentlichung der Story sagten die Magazine Life und Look ab. Redakteure beider Publikationen hatten Hersh zuvor eingeladen, freiberuflich für sie zu schreiben, aber sie wollten nichts mit einer Geschichte über ein Massaker zu tun haben, das von amerikanischen Soldaten begangen wurde. Hersh bot daraufhin die Story David Obst beim Dispatch News Service an, einer Untergrundmediengruppe. Mit der Behauptung, andere Zeitungen zeigten Interesse, schaffte es Hersh, dass der Artikel am 15. November über das Massaker von Mỹ Lai in 35 Zeitungen, darunter in die Boston Globe, den Miami Herald, die Chicago Sun-Times, die Seattle Times und in New Yorks Newsday erschien. Der Historiker Kendrik Oliver stellte fest, dass große Zeitungen einige Tage Abstand von der Berichterstattung einhielten, da andere weltweit beachteten Ereignisse die Aufmerksamkeit vom Artikel ablenkten, so die Mondlandung von Apollo 12 am 19. November. Später interviewte Hersh weitere Teilnehmer der an dem Massaker beteiligten Kompanie und schrieb Folgeartikel.
Hersh bekam „exklusiven Zugang“ zu Paul Meadlo, einem der beteiligten Soldaten, und wurde sein Agent. Meadlo schilderte
seine Erlebnisse beim Fernsehsender CBS unter großer öffentlicher Aufmerksamkeit. Die US-Regierung attackierte Hersh auf seine Recherchen und Veröffentlichungen hin, wobei Präsident Nixon den Standpunkt vertrat, Kriegskritiker wie Hersh seien zu diskreditieren. Hershs Mandant Meadlo wurde als unglaubwürdig verunglimpft, da er für das Interview eine Zahlung von 10.000 US-Dollar erhielt, welche von Hersh und Obst für die Recherche aufgewendet worden war. Zudem beschuldigten regierungsnahe Zeitungen Hersh, ein unpatriotischer Verräter und Kommunist zu sein. Ungeachtet dessen führte Hershs Berichterstattung zu der brisanten Frage, ob die Armeeführung den Soldaten Anweisungen erteilt habe. Noch am 8. Dezember ließ Nixon verlauten, Mỹ Lai sei ein „vereinzelter Zwischenfall“ gewesen. Es stellte sich jedoch heraus, dass die Führung der Armee über das Massaker Bescheid wusste, jedoch wegsah und versuchte, es zu vertuschen.
Die Berichte zum Massaker von Mỹ Lai brachten Hersh Ansehen als Journalist und führten den endgültigen Stimmungsumschwung in Amerika in puncto Vietnamkrieg herbei. Von 1961 bis 1967 war die Presse keinesfalls ein „Wachhund der Freiheit“, die Unabhängigkeit der Medien war sehr begrenzt, befand der Politikwissenschaftler Daniel C. Hallin in seinem Buch zur Rolle der Presse während des Vietnamkriegs. Erst Hersh brachte die Veränderung. Zeitungen brachten nun Reportagen über ähnliche Vorfälle. 1970 erschien Hershs detailliertes Buch My Lai 4: A Report on the Massacre and Its Aftermath bei Random House; allein für die Nachdruckrechte erhielt er 40.000 US-Dollar. Im selben Jahr verlieh die Jury der Pulitzer-Journalisten-Schule ihm für seine Leistung den Pulitzer-Preis für Auslandsberichterstattung.
Hersh begleitete den Prozess gegen Calley und beschrieb 1972 die Ermittlungen im Buch Cover-Up: The Army’s Secret Investigation of the Massacre at My Lai (Vertuschung: Die geheime Untersuchung der Armee über das Massaker von Mỹ Lai). Das Buch verkaufte sich schlecht. Hersh sah den Grund im angesichts der nahenden Niederlage der USA nachlassenden Interesse an Vietnam.
Alle Artikel Hershs beruhten vollständig auf Recherchen innerhalb Washingtons und in den USA. Erst 2014 reiste er erstmals nach Mỹ Lai und führte Gespräche mit Überlebenden und örtlichen Experten. Robert Miraldi wie auch der Historiker Oliver bewerten die Enthüllung zu Mỹ Lai als Wendepunkt im Vietnamkrieg. Außerdem änderte Mỹ Lai die Pressearbeit. Miraldi beschrieb die Agenda Hershs, die investigative Entfaltung des Themas (der „Story“) voranzutreiben, während die Presse sie ignorierte und auch Reporter in Vietnam diese nicht anrührten. Oliver urteilt, ohne Hersh wäre der Vorfall eine bloße Nachricht unter anderen geworden, etwa ein Bericht zum Gerichtsverfahren gegen Calley oder aber nur eine Beschreibung des Vorfalls durch einen späteren Historiker.

### Bei der New York Times
Von 1972 bis 1978 arbeitete Seymour Hersh für die New York Times, zuerst für die Außenstelle in Washington D.C., ab August 1976 im Hauptsitz in New York.

#### Lavelle-Affäre
Die New York Times beauftragte Hersh als Washington-Korrespondenten mit der Berichterstattung über die Pariser Friedensgespräche zum Vietnamkrieg. Im Rahmen der Affäre um General John D. Lavelle deckte Hersh auf, dass die Air-Force-Offiziere von höchster Ebene den Befehl erhalten hatten, Bombardierungen Nordvietnams vorzunehmen. Eine von Hershs Quellen für diese Behauptung war General Lavelle selbst. Dass General Lavelle Befehlen vorgesetzter Stellen folgte, kam erst wesentlich später zu Tage, weil die Nixon-Regierung General Lavelle zunächst nicht entlastete. Lavelle und seine Familie nahmen Hersh die sechsmonatige Zeit voller Anschuldigungen übel. Im Rahmen einer Untersuchung 2007 wurde das Ansehen des 1979 verstorbenen Lavelles rehabilitiert. Seymour Hersh räumte 2007 im Zuge der Enthüllungen ein, dass Lavelles „… Genehmigung aus dem Oval Office kam; die Caseys (General Aloysius Casey und sein Sohn Patrick Casey) fanden in kürzlich veröffentlichten Tonbändern aus dem Weißen Haus von Nixon den Beweis dafür, dass Lavelle getan hatte und weiterhin tat, was der Präsident wollte, ...“ Präsident Barack Obama versuchte am 4. August 2010, Lavelles Rang als Viersternegeneral posthum wieder herzustellen, nachdem er ursprünglich in den Rang eines Zweisternegenerals zurückgestuft worden war. Dies wurde jedoch vom Ausschuss für Streitkräfte des Senats verhindert. Der Senat lehnte es ab, über die Nominierung abzustimmen, so dass sie am Ende der Legislaturperiode unwirksam wurde. Hersh bekam zu dieser Zeit den Stempel „Troublemaker“ aufgedrückt (englisch für „Störenfried, Unruhestifter“).
Im selben Jahr deckte Hersh in einem Leitartikel auf, dass die CIA versucht hatte, ein Buch des Historikers Alfred W. McCoy zu zensieren, in dem er umfangreiche Aktivitäten der Behörde im Drogenhandel während des Vietnamkriegs darstellt.

#### Watergate-Affäre
Im Juni 1972 entwickelte sich die Berichterstattung zur Watergate-Affäre weiter. Hershs Konkurrenten Bob Woodward und Carl Bernstein waren nach dem Auslöser, einem Einbruch, allerdings bereits mit dem Hausblatt der Hauptstadt, der Washington Post, auf der Spur des Verbrechens. Hersh stieß erst im Januar 1973 mit dem ersten Headline-Artikel der New York Times hinzu. Er prägte die Berichterstattung der Jahre 1973 und 1974 entschieden mit. John Deans, der in dieser Zeit Berater Präsident Richard Nixons war, urteilte, Hersh habe die treffendsten Artikel geschrieben, die entscheidend zum Rücktritt Nixons beigetragen hätten. Andere ordnen seine Beiträge hinter den Konkurrenten der Post ein. Timothy S. Hardy meinte aus Sicht der CIA, Hersh hätte wohl noch nicht einmal eine Fußnote der Geschichte verdient, insofern Hershs Enthüllungen keinen der Spieler vom Feld befördert hätten. Dagegen habe der Bericht des „dynamischen Duos“ von der Post zum Rücktritt eines regierenden Präsidenten geführt.
Siehe Abschnitt: Abhörskandal der CIA und Familienjuwelen

#### Geheime Bombardierung Kambodschas
Im Jahre 1973 versuchte Hersh Licht in die verdeckten Bombardierungen in Kambodscha zu bringen. Während der Operation Menu zwischen 1969 und 1970 griffen amerikanische Truppen vermutete Verstecke von Viet-Cong-Truppen an, darunter auch Krankenhäuser. Hal M. Knight hatte die Berichterstattung zu der Affäre um Generall Lavelle verfolgt und informierte den Senator Wisconsins William Proxmire brieflich über die Vorfälle. Dieser Brief gelangte über Umwege in die Hände Hershs. Hershs Enthüllungen stürzten das Pentagon und das Weiße Haus in Verlegenheit, so dass mit Erscheinen der Artikel die Nixon-Administration die verdeckten Operationen eingestehen musste. Es wurde ein Untersuchungsausschuss eingerichtet. Es wurde außerdem bekannt, dass Präsident Nixon Telefone des Nationalen Sicherheitsrats und des Pentagons seit 1969 abhören ließ. Im Rahmen der Untersuchung, die Hersh mit Artikeln begleitete, verwies US-Verteidigungsminister Melvin R. Laird darauf, dass Präsident Nixon Befehle zur Bombardierung gegeben habe. Kongressmitgliedern beantragten daraufhin ein Amtsenthebungsverfahren ein, welches aber nicht zur Abstimmung gelangte.

#### Regierungsumsturz in Chile
Aufgrund seiner Enthüllungen galt laut Robert Miraldi Seymour Hersh 1974 als „Golden Boy“ (dt. „Goldener Junge“) der New York Times. Im selben Jahr deckte er auf, dass die CIA in Chile den Staatsstreich gegen den demokratisch gewählten sozialistischen Präsidenten Salvador Allende mit acht Millionen Dollar finanziert hatte. Das „Komitee der 40“, in dem Kissinger Mitglied war, hatte die Erlaubnis zur Destabilisierung gegeben. Erneut stritt das Weiße Haus die Beteiligung ab. Doch Hersh erhärtete, gestützt auf die Aussagen des CIA-Insiders Ray S. Cline, die Involvierung der Regierung der USA in den chilenischen Staatsstreich. Im Versuch, Kissinger seine Verantwortung nachzuweisen, geriet Hersh in eine „Schmierenkampagne“ gegen den US-Botschafter in Chile Edward M. Korry, wobei die Anschuldigungen eskalierten. Erst später stellte sich heraus, dass Hersh falschgelegen hatte, insofern Korry in den Staatsstreich nicht eingeweiht und nicht daran beteiligt gewesen war. Die New York Times druckte in dem bis dahin längsten Frontseitenartikel eine Richtigstellung ihrer bisherigen Darstellung. Hershs Hauptgegner Henry Kissinger, den er seit Vietnam als Kriegsverbrecher ansah, kam unbeschadet davon.

#### Abhörskandal der CIA und Familienjuwelen
1974 betrieb die Central Intelligence Agency (CIA) unter dem Codenamen Operation CHAOS ein intensives Programm der Bespitzelung innerhalb der USA. Ein CIA-Mitarbeiter machte Hersh im April auf diese Aktion aufmerksam. Nach intensiver Recherche stellte Hersh am 22. Dezember 1974 der Öffentlichkeit erstmals die Existenz der „Familienjuwelen“ der CIA vor. In dem Artikel Huge C.I.A. operation reported in U.S. against antiwar forces, other dissidents in Nixon years verwies er auf die 693-seitige Aktensammlung von zumeist illegalen CIA-Operationen ab den 1950er Jahren bis in die 1970er Jahre. Die New York Times druckte insgesamt 34 Folgeartikel zu diesem Thema.
Die amerikanische Presse attackierte Hersh für die Aufdeckung der illegalen Aktivitäten der CIA, darunter die Washington Post und Newsweek. Hersh und sein Redakteur Abraham Michael Rosenthal, der Hersh Rückhalt bot, standen zu diesem Zeitpunkt allein. Um den Anschuldigungen Hershs nachzugehen, berief Präsident Gerald Ford die Rockefeller-Kommission als Untersuchungskommission ein. Anfang 1975 wurde außerdem das Pike Committee eingerichtet, um die Aktivitäten der CIA zu untersuchen. Daraufhin entstand das United States House Permanent Select Committee on Intelligence als ständiger Geheimdienstausschuss. Hershs Enthüllungen waren zudem ein wesentlicher Anlass für die Berufung des Church Committees des US-Senats, das erstmals systematisch die Aktivitäten der US-Nachrichtendienste untersuchte. Im Zuge seiner CIA-Enthüllungen enttarnte Hersh James Jesus Angleton und andere Spione. Infolge seiner Enthüllungen führte die CIA umfangreiche Reformen durch.
Walter Pincus schrieb in New Republic, dass seit Watergate nichts einen so großen Eindruck auf die Regierung hinterlassen habe wie Hershs Artikel. Timothy S. Hardy urteilte, Hersh allein habe die nachrichtendienstliche Aufklärung zu einem Hauptthema des Jahres 1975 gemacht, dem habe sich weder Präsident Ford noch der Kongress entziehen können. Dadurch erst sei Watergate in den Vereinigten Staaten zu dem Ereignis geworden, das es heute darstelle. Laut Robert Miraldi wurde Hersh in Folge seiner Entdeckungen zu dieser Zeit ein Liebling der amerikanischen Medien. Der Journalismus änderte sich, mit Hershs Präsenz wurde der investigative Journalismus zur Mode. So schrieb der Herausgeber der Times Arthur Sulzberger seiner Nachrichtenredaktion: „Alle Reporter sollten ‚investigative Reporter‘ sein, für was auch immer das steht.“ Teams von investigativen Journalisten wurden die Norm und 1975 bildete sich die Organisation Investigative Reporters and Editors (IRE).

#### Project Jennifer
Hersh recherchierte die Umstände des Azorian-Projekts, welches er Jennifer project nannte. Die CIA ließ zum Heben des 1969 gesunkenen, sowjetischen U-Boots K-129 unter voller Geheimhaltung die Hughes Glomar Explorer bauen. Die CIA überzeugte den Washingtoner Times-Redaktionschef Clifton Daniels, die Story „im nationalen Interesse“ zurückzuhalten. Es wurde eine Konfrontation mit der UdSSR befürchtet, würde diese erfahren, dass man Raketentechnologie und Abschuss-Codes bergen wolle. Im August 1974 wurde ein Hebungsversuch unternommen. Schon vorher waren bei einem Einbruch Unterlagen entwendet worden, so dass im Februar 1975 durch Berichterstattung der Los Angeles Times erste Details an die Öffentlichkeit drangen. Hersh veröffentlichte im März 1975 den Artikel zum Thema, zuvor hatte er nicht darüber schreiben dürfen; dies war die erste ausführliche Darstellung der Geschehnisse. Die Akten zum Projekt wurden 2012 freigegeben.

#### Wechsel zum Hauptsitz
1976 folgte Hersh seiner Frau Elizabeth nach New York, als diese an der Medical School ein Studium aufgenommen hatte. In der Zeit als Reporter am Hauptsitz der New York Times veröffentlichte er zusammen mit seinem Kollegen Jeff Gerth Artikel über die mafiöse Verwicklung Sidney Korshaks in Bestechung, Betrug und Erpressung. In der letzten Zeit seiner Anstellung brachte er mit mehreren Hauptartikeln die Geschäftspraktiken des Konzerns Gulf and Western Industries in Verruf; Dies führte nach Ermittlungen der US-amerikanischen Börsenaufsicht zu zwei Gerichtsprozessen. 2015 griff der Journalist Mark Ames diese Enthüllungen über ungezügelt agierende Unternehmen auf, um Kritik am Muckraker-Journalismus anderer Journalisten zu äußern, der nur noch auf Regierungsverfehlungen abziele, aber nicht mehr in der ursprünglichen Bedeutung von Kritik an Firmen und Konzernen stehe; es sei bemerkenswert, was Hersh damals getan habe. Hershs Biograph Robert Miraldi stellte fest, Enthüllungen Hershs zu Unternehmen seien ein Versuch und zugleich ein Fehlschlag gewesen.

### The Price of Power
Hersh schrieb in den folgenden vier Jahren an seinem Buch The Price of Power: Kissinger in the Nixon White House. Er drückte darin seine über eine Dekade andauernde Kontroverse mit Henry Kissinger aus, dessen „Nemesis“ er, nach seinem Biographen Robert Miraldi, war. Kissinger lehnte es ab, mit Hersh ein Interview zu führen, jedoch brachte der Journalist über 1000 andere Interviews in das Buch ein, zum Teil namentlich und seiner Gewohnheit nach auch als anonyme Quellen. Der Historiker Walter LaFeber schrieb, Kissinger habe eine erstaunliche Zahl an unzufriedenen früheren Vertrauten zurückgelassen, welche Hersh wohl alle gefunden habe. Bereits 1983 wurde sein Buch ein Bestseller, es wurde beispielsweise als bestes Buch des Jahres mit dem amerikanischen Book-Critics-Circle-Preis ausgezeichnet. Es war der Höhepunkt der Anti-Kissinger-Arbeit von Hersh. Seine Gegnerschaft zu Kissinger begründete er mit dessen Befehlen zur Bombardierung von Zivilisten in Vietnam und Kambodscha. Hersh kommentierte dieses Engagement mit folgenden Worten:

“When the rest of us can’t sleep we count sheep, and this guy [Kissinger] has to count burned and maimed Cambodian and Vietnamese babies until the end of his life.”

„Wenn der Rest von uns nicht einschlafen kann, zählen wir Schafe, und dieser Kerl [Kissinger] muss bis zum Ende seiner Tage verbrannte und verstümmelte kambodschanische und vietnamesische Babys zählen.“

### Weitere Enthüllungen

#### Zum pakistanischen Nuklearprogramm
1985 publizierte Hersh nach sechsmonatiger Recherche seine Ergebnisse zu der Frage, ob Pakistan versucht habe, Geräte zu erlangen, die als Zünder für Kernwaffen genutzt werden könnten. Er beschuldigte die Regierung von Pakistan, die siebte Atommacht der Welt werden zu wollen. Pakistan stritt dies ab, entwickelte aber tatsächlich die Waffe und testete sie 1998 erstmals erfolgreich.

#### Zur Iran-Contra-Affäre
1986 publizierte Hersh einen Artikel in der New York Times über Manuel Noriega, den Machthaber Panamas, der auch in die Iran-Contra-Affäre verwickelt war. Laut Hersh hatte Noriega Mitte der 1970er Jahre geheime Dokumente erhalten und diese an Kuba weitergereicht; er habe auch für drei Millionen Dollar amerikanische Technologie an osteuropäische Länder verkauft, welche dem Warschauer Pakt angehörten. Drei Jahre später wurde Noriega, der seit 1967 mit der CIA kooperiert hatte, während der US-Invasion in Panama vom US-Militär gestürzt, vor Gericht gestellt und verurteilt. Hersh verfolgte diese Ereignisse und publizierte Artikel darüber im Life-Magazin.

#### Zu Korean-Airlines-Flug 007
Im selben Jahr veröffentlichte Hersh The Target Is Destroyed: What Really Happened to Flight 007 and What America Knew About It. Er untersuchte darin den Abschuss des südkoreanischen Passagierflugzeugs durch die Sowjetunion. Für seine Nachforschungen wurde er für fünf Tage nach Moskau eingeladen, wo man ihn überzeugen wollte, dass es eine Geheimoperation der USA gewesen sei. Hersh wies dies jedoch zurück und beschrieb im Buch detailreich, dass es ein Programmierfehler gewesen sein müsse, der das Flugzeug in den Luftraum der Sowjetunion brachte, woraufhin es als Spionageflugzeug versehentlich abgeschossen worden sei. Die Kritiken fielen positiv aus, trotz der Verwendung von noch mehr anonymen Aussagen als je zuvor.

### Israels Atomwaffenprogramm, 1991
Zum geheimen Atomwaffenprogramm Israels publizierte Hersh 1991 The Samson Option, der in Europa zum Bestseller wurde. Hersh stellte dar, dass Israel, das für zivile Nutzung Kerntechnologie von Frankreich erhalten hatte, ein Kernforschungszentrum in der Negev-Wüste nahe Dimona betrieb. Israel erlaubte nach langen Verhandlungen Inspektionen der IAEO, wobei die Inspekteure aber Hershs Recherche nach nur eine Kontrollraum-Attrappe betraten. Hersh zeigte das Doppelspiel Israels auf, sein unvermutet großes Atomwaffenpotenzial und die Duldung durch die Vereinigten Staaten. Einige größere Zeitungen wie die Times brachten weitere Artikel und griffen Hershs Arbeit auf, der viel bereits Bekanntes verarbeitet und detailreich ergänzt hatte. Anders als in Europa fiel in den USA das Interesse nach einem guten Verkaufsstart rasch ab. Hersh zufolge wandte sich die jüdische Leserschaft von ihm ab, weil er das Atomprogramm kritisierte. Diese Ablehnung spiegelte sich in der Rezeption des Buchs wider, wobei man Hersh seine wie immer anonymen Quellen und einen umstrittenen Informanten, Ari Ben-Menashe, als Mängel vorhielt. Als Hersh den Presse-Magnaten Robert Maxwell und seinen Mitarbeiter Nicholas Davies als Mossad-Agenten bezeichnete, wurde er der Verleumdung angeklagt, jedoch freigesprochen. Maxwell starb zwei Wochen nach der Buchveröffentlichung unter ungeklärten Umständen, während er mit seiner Hochseeyacht „Lady Ghislane“ vor den Kanarischen Inseln segelte.
Eine weitere Kontroverse betraf den in den USA verurteilten israelischen Agenten Jonathan Pollard: Dieser habe, so Hersh, weit mehr Informationen an Israel geliefert als gedacht. Außerdem habe der ehemalige Ministerpräsident Jitzchak Rabin diese Informationen teilweise an die Sowjetunion weitergegeben; Rabin widersprach dieser Behauptung entschieden.

### Kennedy-Biographie, 1997
1997 veröffentlichte Hersh seine Kennedy-Biografie, den Bestseller The Dark Side of Camelot. Darin bezichtigte er die Kennedys, der organisierten Kriminalität nahezustehen, etwa dem irischen Mafioso Kenny O’Donnel, sowie an Wahlfälschung beteiligt gewesen zu sein. Ein weiteres Thema waren Kennedys Affären. Hersh wurden hierzu über einen Thomas Cloud Dokumente von einem Lawrence X. Cusack zugespielt, die aufzeigen sollten, dass Kennedy mit Marilyn Monroe ein intimes Verhältnis gepflegt habe. Im Vorlauf zur Buchveröffentlichung sollte eine Reportage durch den Sender ABC stattfinden. Da ABC auf die Bestätigung der Echtheit drängte, kam es zur Untersuchung der Dokumente, diese stellten sich als gefälscht heraus. Dennoch wurde das Buch zum Bestseller und die Reaktionen waren weit umfangreicher als das Buch selbst. Seine Glaubwürdigkeit litt enorm. Die Kritiken fielen in der Mehrheit schlecht aus, so etwa die des Haus-Historikers der Kennedys Arthur M. Schlesinger, der schrieb, er sei „der leichtgläubigste investigative Reporter, den [er] je erlebt habe.“ Einige wie Thomas Powers oder Stimmen aus dem Zentrum für Studien zur Präsidentschaft und Kongress befanden hingegen, das Buch habe das Verständnis für die Amtszeit Kennedys verbessert.

### Golfkriegssyndrom, 1998
1998 publizierte Hersh das Buch Gulf War Syndrome: The War between America’s Ailing Veterans and Their Government über das Golfkriegssyndrom. Darin wird das ungeklärte Syndrom beschrieben, das Kriegsveteranen des zweiten Golfkriegs 1990/91 betraf, und ihre Probleme mit der Bürokratie des US-Militärs. Er stellte die Frage, ob die 15 Prozent heimkehrenden Soldaten nur an Kriegsmüdigkeit litten oder aber B- und C-Waffen ausgesetzt waren. Letztlich blieb die Frage unbeantwortet und es gab keinen eindeutigen Schuldigen. Das Buch blieb erfolglos.

### Massaker während des zweiten Golfkriegs, 2000
2000 veröffentlichte Hersh im Magazin The New Yorker einen Artikel mit Hinweisen darauf, dass eine vom Zweisternegeneral Barry McCaffrey geführte amerikanische Einheit im zweiten Golfkrieg mehrere Massaker verübt habe, zum einen an irakischen Einheiten, die bereits kapituliert hätten, zum anderen aber auch an Zivilisten. Er habe dabei sogar die Befehle seiner Vorgesetzten nach Waffenruhe übergangen. McCaffrey wehrte sich öffentlich gegen die Anschuldigungen, die Hersh mit einer Vielzahl von Interviews untermauerte. Hersh wies in seinem 34-seitigen Artikel auch nach, dass mehrere frühere Untersuchungen des Militärs zu den Vorwürfen unzureichend und einseitig gewesen waren.

### 9/11, 2001
Im Zusammenhang mit den Terroranschlägen am 11. September 2001 entstanden 20 Storys über Vorgänge im Hintergrund und das Versagen von Behörden. Der Artikel King’s Ransom im New Yorker analysierte die Finanzierung von al-Qaida und anderen extremistischen Gruppierungen durch die saudi-arabische Königsfamilie sowie die Beziehungen des Königshauses zu der Administration von Präsident George W. Bush. Die Reportage über eine schlecht geplante Operation zur Ergreifung von Mullah Ommar durch die Spezialeinheiten der Delta Force, die in einen Hinterhalt gerieten, erweckte Aufsehen. Hersh wurde mit seinen Artikeln zum Nahen und zum Mittleren Osten eine Gegenstimme zum embedded Journalismus des Pentagon. Erneut entlarvte er mit seinen Reportagen die Machthaber, diesmal die Administration von George W. Bush. Im Artikel Who Lied to Whom? überprüfte er die Behauptungen zu Massenvernichtungswaffen, mit denen die Regierung den Irakkrieg begründet hatte.

### Abu Ghuraib, 2001

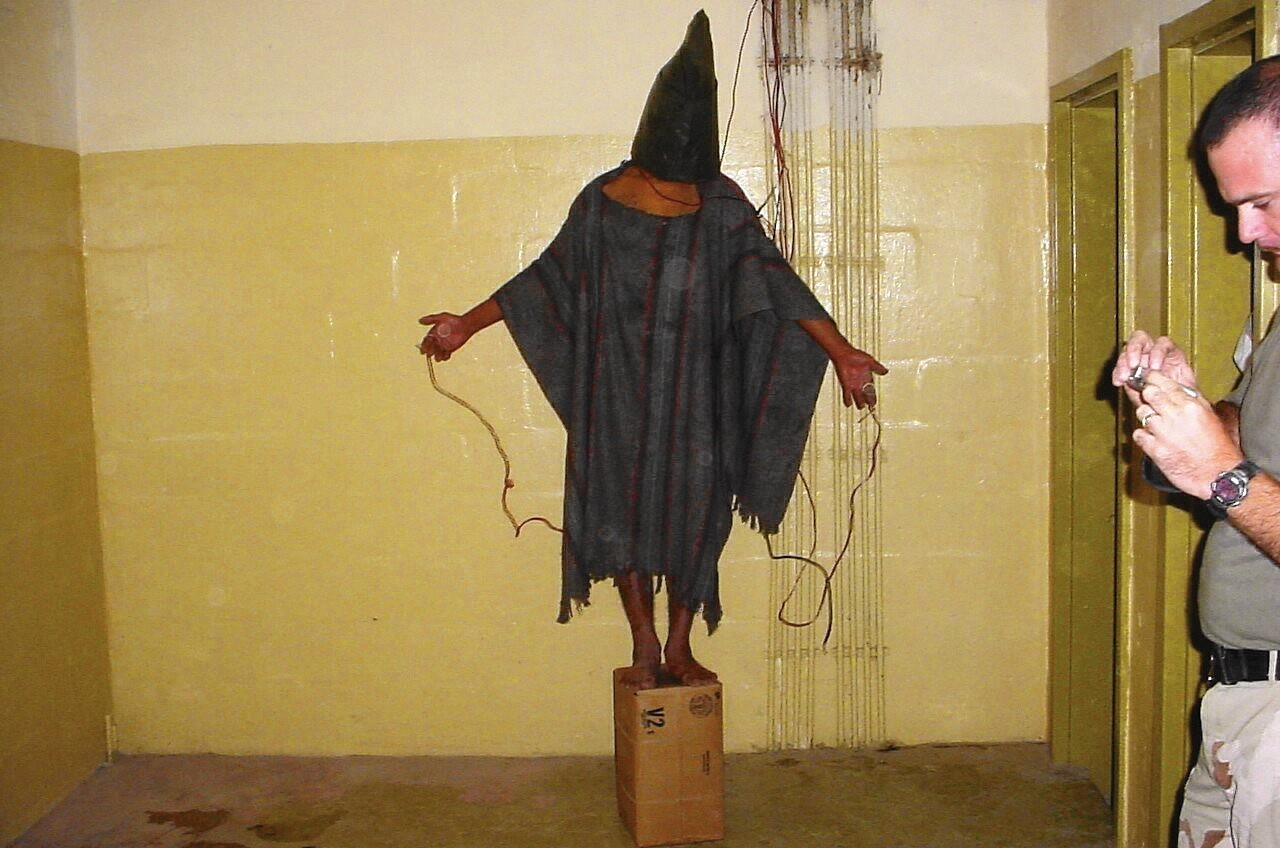
Folter – ein Gefangener wird mit Elektroschocks gefoltert.

Im Frühling 2003 gab ein irakischer Zwei-Sterne-General Hersh Hinweise zu Misshandlungen in US-Kriegsgefängnissen. Außerhalb von kleineren Artikeln und Menschenrechtsorganisationen war bisher kaum etwas über Misshandlungen von Gefangenen bekannt geworden. Hersh wusste um die mediale Wirkung von Bildern seit seiner Mỹ-Lai-Reportage. Über eine Frau, deren Tochter Wärterin in Abu Ghuraib war, bekam Hersh Zugang zu Fotos, die Misshandlungen von Gefangenen dokumentierten. Am 28. April 2004 schrieb Hersh als erster Reporter ein Exposé über Folter und Entmenschlichung im US-Gefängnis Abu Ghuraib. Drei weitere Artikel im New Yorker folgten: „Keine entschuldigenden Aussagen oder politischer Spin konnten letzte Woche die Tatsache vertuschen, dass Präsident Bush und seine Chefberater seit den Anschlägen vom 11. September in einen Krieg gegen den Terrorismus verwickelt sind, in dem die alten Regeln nicht mehr gelten.“ Hersh schrieb: „Das Fotografieren der Gefangenen war nicht zufällig, sondern Teil des Prozesses der Entmenschlichung.“
Mit seiner Reportage gewann Hersh den bis dahin fünften George Polk Award der Long Island University in New York.
Die Reportagen fasste Hersh im Buch Chain of Command: The Road from 9/11 to Abu Ghraib zusammen. Der kanadische Historiker, Politiker und Journalist Michael Ignatieff verglich dieses Buch in der New York Times zum Buch mit den Enthüllungen von Mỹ Lai, erneut stelle sich die Frage nach der Einhaltung der Genfer Konventionen. Hersh dagegen hielt die Verbrechen im Irak für gravierender als die in Vietnam: „My Lai war schlimm, aber die Vietnamesen wollen nicht für immer unsere Feinde sein. Abu Ghraib ist, strategisch gesehen, viel gefährlicher … Die Araber werden uns das niemals vergeben, vor allem nicht die moderaten, auf die es ankommt. Wir haben uns den Hass von 1,3 Milliarden Muslimen zugezogen.“
Zeitgleich mit Hersh Chain of Command veröffentlichte sein langjähriger Konkurrent Woodward die Untersuchung Plan of Attack. Darin beschreibt er die Vorgänge aus der offiziellen Perspektive des Weißen Hauses. Mark Danner, Autor eines Buches zum Abu-Ghuraib-Folterskandal, bewertete das Buch Woodwards als wichtige Darstellung, die tiefere Einblicke in das Regierungshandeln ermögliche. Hershs Bericht sei demgegenüber aber die Version, die die Regierung der Öffentlichkeit vorenthalten wolle – „sozusagen eine Version, die der offiziellen Story widerspricht.“ Nach zehn Jahren Zusammenarbeit mit Hersh urteilte David Remnick, Redakteur des New Yorker, dass Hersh mit seiner Arbeit die Zeitschrift in eine Informationsquelle verwandelt habe, die große nationale Verteidigungs-Storys lostreten und somit Kriege beeinflussen konnte.

### Libanonkrieg, 2006
Am 14. August 2006 widersprach Hersh der offiziellen Darstellung des israelischen Angriffs auf den Libanon im Juli 2006. In seinem Artikel der Onlineausgabe des Magazins The New Yorker zitierte er zahlreiche anonyme amerikanische und israelische Quellen aus regierungsnahen Kreisen, die behaupteten, dass Israel den Krieg bereits Monate vorher geplant habe. Israel habe außerdem die US-Regierung schon Monate vorher konsultiert. Dies widersprach eklatant der offiziellen Version, dass der israelische Angriff quasi als spontane Reaktion auf die Entführung zweier israelischer Soldaten erfolgt sei. Weiterhin berichtete Hersh, die US-Regierung habe den Feldzug gegen die Hisbollah als Testfall für einen amerikanischen Angriff auf den Iran gesehen und gefördert, den Präsident George W. Bush noch vor dem Ende seiner Amtszeit geplant habe. Das offizielle Dementi der US-Regierung zu seinen Kernaussagen hatte Hersh dabei bereits vorab eingeholt und in seinen Artikel eingebaut.
Im September 2007 erhielt Seymour Hersh den Demokratiepreis der Blätter für deutsche und internationale Politik.

### Zu geheimer Exekutionseinheit unter der Regierung von George W. Bush und Barack Obama
Am 10. März 2009 gab Hersh während einer Rede an der Universität von Minnesota bekannt, dass er Erkenntnisse über eine geheime Exekutionseinheit besitze. Sie verübe im Ausland Morde im Auftrag der US-Regierung und sei direkt Vize-Präsident Dick Cheney unterstellt. Ein weiterer Teilnehmer der Veranstaltung war der ehemalige US-Vizepräsident Walter Mondale, der erklärte: „Cheney und die anderen haben eine Regierung in der Regierung betrieben, die gegenüber dem Kongress nicht rechenschaftspflichtig war. Das ist schon beunruhigend.“ Die Spezialeinheit sei in mindestens 14 Ländern im Nahen Osten, Latein- und Mittelamerika aktiv gewesen und habe Zielpersonen anhand einer Liste liquidiert. Sie gehöre zum Joint Special Operations Command (JSOC), dessen Leiter von Mitte Mai 2009 an Stanley McChrystal gewesen war, der zuvor das Spezialkommando von 2003 bis 2008 geführt hatte. Es habe die Zusage gegeben, Executive Actions auszuführen. Dieser Begriff ist seit den fünfziger Jahren ein Synonym für politische Morde. Präsident Gerald Ford hatte nach dem Church-Ausschuss, in dem Mordpläne der CIA zu Staatsmännern und wichtigen Persönlichkeiten aufgedeckt wurden, per Erlass EO 11905 vom 18. Februar 1976 die Executive Action verboten und dieses Verbot wurde von seinem Amtsnachfolger Präsident Ronald Reagan 1981 bekräftigt.
Auch unter dem Nachfolger von McChrystal, dem Drei-Sterne-Admiral William H. McRaven, habe die Einheit des JSOC solche Aktionen ausgeführt. Am Tag des Vortrags veröffentlichte die New York Times einen Artikel, der berichtete, McRaven habe eine Unterbrechung der Kommandounternehmungen für zwei Wochen befohlen, da es „so viele kollaterale Tote“ gegeben habe. Mitarbeiter der Bush-Regierung bestätigten die Existenz und den Auftrag der Exekutionseinheit. Der Sicherheitsberater von Vizepräsident Cheney, John Hannah, bezeichnete das Vorgehen jedoch als „völlig verfassungskonform und völlig legal“. Er bestätigte die Existenz der „Liste der autorisierten Ziele, die ohne Gerichtsverhandlung getötet werden können“. Während der Präsidentschaft von George W. Bush versuchte die Regierung, den Verbotserlass zu umgehen, mit der Begründung, der Begriff politische Morde treffe nicht in Kriegszeiten zu und man befinde sich im Krieg mit al-Qaida. Der Sprecher des United States Special Operations Command, dem die Exekutionseinheit unterstand, wies den Vorwurf Hershs zurück und sagte aus, dass die Sondereinheiten „unter feststehenden Gefechts-Regeln und dem Gesetz von bewaffneten Konflikten“ operierten. Wann und in welchem Umfang die Exekutionseinheit in Afghanistan weiter tätig war – nachdem Vizepräsident Cheney nicht mehr im Amt war –, war bis dahin unklar.
Horst Schäfer stellte zur Berichterstattung über Hershs Vorwürfe fest, dass diese in den amerikanischen Medien nur am Rande eine Rolle spielte und als Ausnahme hiervon lediglich MSNBC sowie CNN berichteten. Auch drei Wochen nach der Rede Hershs stellte der National Intelligence Examiner fest, dass die fehlende Berichterstattung zu einer fehlenden Auseinandersetzung führe. Bis auf wenige Ausnahmen seien nach Schäfer etablierte deutsche Medien ebenso „in ein komatöses, geradezu entlarvendes Schweigen verfallen.“ Der Journalist und Experte für extralegale Hinrichtungen Jeremy Scahill sagte, diese Dinge seien „im politischen Amerika“ tabu, als er vom Nachrichtensender n-tv zu seinem Buch: Schmutzige Kriege. Amerikas geheime Kommandoaktionen befragt wurde, in dem er den Nachweis für Exekutionseinheiten erbringt und die Verantwortlichkeit seitens Dick Cheney und Donald Rumsfeld darstellt. Er erklärte: „sie setzten die Einheit auf Steroide und ließen sie auf die Welt los. Das ging viele Jahre so […].“ Auch sei nach Amtsantritt von Barack Obama das JSOC noch wichtiger geworden, als es bereits gewesen sei. Es sei die zentrale Methode, mit dem Motto: „Wir werden den Sieg herbeitöten.“

### Zunehmend kritisch beurteilte Untersuchungen
Im Gegensatz zu früheren Arbeiten wurden ab 2011 Hershs Artikel und Arbeiten zunehmend kritisch betrachtet. Die früheren Publikationen wurden von den Behörden zurückgewiesen, aber renommierte Medien wie die New York Times verfolgten sie weiter und bestätigten sie oft. Nach Darstellung der Neuen Zürcher Zeitung war das in den vergangenen Jahren kaum mehr der Fall, vor allem seine letzten Berichte seien vor allem von regierungsnahen russischen Medien verbreitet und in den USA kaum aufgenommen worden. Seinen neuesten Artikel zu Nordstream habe er nur noch auf seinem privaten Blog veröffentlichen können, da keines seiner bisherigen Publikationsorgane den Text annehmen wollte. Schon der Artikel zu den Giftgasangriffen in Syrien war ursprünglich vom New Yorker bestellt worden, wurde dann aber wie auch von der Washington Post abgelehnt. Die Artikel über Syrien und Bin Laden wurden von der London Review of Books, einer Literaturzeitung, veröffentlicht, die zuletzt aber auch den Artikel über Nordstream 2 ablehnte. Hersh selbst interpretiert die Kritik an seinen Publikationen als das seit Mỹ Lai bekannte „Muster in der Reaktion der Mainstream-Medien“.

#### Giftgasangriffe in Syrien, 2013
Der Beitrag Whose sarin? erschien am 19. Dezember 2013 in der London Review of Books. Hersh setzt sich mit dem Giftgasangriff von Ghuta in Syrien vom 21. August auseinander und stellt die offizielle Darstellung der amerikanischen Regierung in Frage. Laut Hersh hatte die Obama-Regierung trotz gegenteiliger Behauptungen keinerlei Hinweise auf einen bevorstehenden Angriff mit dem Giftgas Sarin. Die Medien hätten versagt, sie hätten die Verlautbarungen des Weißen Hauses ohne weiteres Nachfragen übernommen und die Erkenntnisse von Wissenschaftlern ignoriert. Er unterstellte stattdessen, dass türkische Regierungsstellen die Al-Nusra Front mit Giftgas versorgt hätten.
Der Waffenexperte Theodore Postol vom MIT stellte in einer Studie fest, dass die verwendeten Raketen „sehr wahrscheinlich“ vor Ort hergestellt worden seien. Dies jedoch habe der offiziellen Darstellung der US-Regierung widersprochen und sei deshalb nicht durch die New York Times aufgegriffen worden, jedoch publizierte Postol zuvor, in Zusammenarbeit mit Richard Lloyd, einen Artikel, der über den Nachweis von Sarin berichtete. Vor dem Angriff hätten den US-Geheimdiensten Berichte vorgelegen, die aufzeigten, dass die Al-Nusra-Front in der Lage gewesen sei, größere Mengen des Kampfgases zu produzieren. Obama argumentierte in seiner TV-Ansprache am 10. September, dass Geheimdienstzeugen sowie UN-Inspekteure die Regierung unter Baschar al-Assad als Täter identifiziert hätten; laut Postol hätte die Al-Nusra-Front in den Kreis der Verdächtigen aber mit eingeschlossen werden müssen. Der UNO-Bericht vom 16. September lasse jedoch die Täterschaft offen, so Hersh. Die Ermittler vermerkten mit Sorgfalt, dass sie erst mit fünf Tagen Verzug Zugang zu den Orten des Anschlags erhalten hatten, und nur unter der Kontrolle der Rebellen. „So wie an anderen Orten“, warnte der Bericht, „waren die Örtlichkeiten vor Ankunft der Mission von anderen Personen gut besucht worden … Während der Zeit des Aufenthaltes an diesen Örtlichkeiten kamen Personen an, die andere verdächtige Waffen trugen, ein Hinweis darauf, dass derartiges potentielles Beweismaterial verschoben und möglicherweise manipuliert wird.“
Frank Nordhausen, unter anderem Türkei-Korrespondent der Frankfurter Rundschau, bezweifelte die Darstellung, der zufolge Ankara al-Qaida-nahe Gruppen mit Giftgas ausgerüstet habe: „Dafür liefert Hersh keinen einzigen harten Beleg. Er beruft sich nur auf Gespräche mit seinem US-Informanten, dessen Namen er nicht nennt. Hersh arbeitet zudem vorwiegend mit Unterstellungen, Aussagen vom Hörensagen und nicht identifizierbaren Quellen. Wo er konkret wird, sind seine Argumente schwach oder nachweisbar falsch.“ () Hershs Darstellungen wurden kurz darauf von The Guardian als unwahrscheinlich befunden.

#### Tötung von Osama Bin Laden, 2015
Hersh veröffentlichte am 10. Mai 2015 den Investigativreport The Killing of Osama Bin Laden in der Literaturzeitschrift London Review of Books. Der Text erschien im Juni auf Deutsch in Lettre International Nr. 109. Hersh schrieb, dass die Regierung unter Präsident Obama die Öffentlichkeit systematisch über das Auffinden und die Erschießung Osama bin Ladens in der Nacht auf den 2. Mai 2011 getäuscht habe. Die Tötung Bin Ladens sei ein wichtiger Faktor bei Barack Obamas Wiederwahl gewesen, so Hersh, und er bestreitet die Darstellung, wonach es sich um eine rein amerikanische Aktion gehandelt habe. Der Regierungs-Version zufolge spürten US-Geheimdienste Bin Laden nach langer, minutiöser Geheimdienstarbeit, ohne Kenntnis oder Hilfe der pakistanischen Behörden auf; Soldaten der Spezialeinheit SEALs erschossen Bin Laden im Alleingang während der Operation Neptune Spear in einem Feuergefecht, sein Leichnam wurde nach islamischen Regeln auf dem US-Flugzeugträger Carl Vinson auf See bestattet. Dies, so das Regierungs-Narrativ weiter, sei alles ohne Wissen und Zutun des pakistanischen Geheimdienstes oder Militärs geschehen.
Im Widerspruch zur Darstellung der US-Regierung hat Hersh zufolge Bin Laden sich keineswegs in dem Komplex in Abbottabad versteckt gehalten, sondern sei dort seit 2006 ein Gefangener des pakistanischen Militärgeheimdienstes Inter-Services Intelligence (ISI) gewesen, nachdem Stammesführer im Hindukusch ihn verraten hatten. Er habe dort unter Hausarrest in dem Anwesen mit seinen Frauen inmitten der militärisch gesicherten Zone in Abbottabad gelebt, zwei Meilen von Pakistans nationaler Militärakademie Kakul, drei Meilen von einem Kommandostützpunkt der pakistanischen Armee sowie einer Geheimdienstbasis entfernt. Das sei der Grund für Bin Ladens Unterbringung in Abbottabad gewesen, so habe ihn der ISI unter „permanenter Beobachtung“ behalten, erläuterte Hersh. Der ISI nutzte Bin Laden als Druckmittel bei Verhandlungen mit den Taliban und al-Qaida (quid pro quo).
Hersh beschreibt, dass im August 2010 ein ehemaliger ISI-Offizier dem Station Chief der CIA in der US-Botschaft in Islamabad, Jonathan Bank, Informationen zum Verbleib Bin Ladens geliefert habe. Im Gegenzug habe er einen Teil des Kopfgeldes von 25 Millionen Dollar erhalten, die die USA nach den Terroranschlägen vom 11. September 2001 für Hinweise zur Ergreifung ausgesetzt hatten, zudem bekam er für sich und seine Familie die US-Staatsbürgerschaft, lebte in der Umgebung von Washington, D.C. und wurde CIA-Berater. Durch ihn sei Bin Ladens Aufenthaltsort den Amerikanern bekannt geworden. Weder durch Waterboarding noch andere Arten der Folterung sei der Aufenthaltsort aufgedeckt worden. Auch bei der Vorbereitung und Ausführung der US-Militäroperation Neptune’s Spear durch die SEALs spielten Pakistans Armee und Geheimdienst laut Hersh eine stärkere Rolle, als bislang zugegeben worden sei. Die Pakistanis stimmten der Bildung einer Vier-Mann-Zelle zu – ein SEAL, ein CIA-Agent und zwei Kommunikationsspezialisten durften ein Verbindungsbüro in Tarbela Ghazi, Standort einer Basis des ISI für verdeckte Operationen, aufbauen.
Vor dem Zugriff hätten die Pakistanis ihre Wachleute vom Anwesen abgezogen und der Strom sei in der Stadt abgeschaltet worden. Ein ISI-Agent soll anschließend die US-Soldaten in das Anwesen und zu Bin Ladens Quartier geführt haben. Ein ehemaliger Kommandant der SEALs, der an ähnlichen Missionen beteiligt war, habe Hersh erklärt, dass man Bin Laden nicht am Leben lassen wollte und sich die Soldaten bei derartigen Einsätzen im Klaren wären, dass sie einen Mord begehen. Die Regierung der Vereinigten Staaten hatte dagegen seit Bin Ladens Tod wiederholt erklärt, man hätte ihn am Leben gelassen, wenn er sich sofort ergeben hätte. Nach Hershs Darstellung habe Bin Laden bei seiner Erschießung jedoch nicht nach einer Waffe gegriffen, er habe auch nie versucht, eine seiner Frauen als menschlichen Schutzschild zu benutzen. Er sei vielmehr schwer krank gewesen und es soll bei dem Einsatz zu seiner Ergreifung keine Gegenwehr gegeben haben. Ebenfalls sei kein „wahre[r] Schatz“ an terroristischen Dokumenten durch die SEALs sichergestellt worden, wie Obama nach der Operation der Presse sagte, der Einblick in die Aktivitäten al-Qaidas gewährte und beweise, dass Bin Laden innerhalb des Netzwerks nach wie vor „eine wichtige operationelle Rolle spielte“.
Hersh zufolge hat auch die Seebestattung nie stattgefunden, wie zwei langjährige Berater von US-Spezialeinheiten ihm bestätigt hätten. Der eine von beiden habe ihm berichtet, die Tötung Bin Ladens sei „politisches Theater gewesen, um Obamas militärische Glaubwürdigkeit aufzupolieren … Bin Laden wurde zum Arbeitsinstrument.“ Der andere berichtete, auf dem Rückflug zum US-Militärflugplatz im afghanischen Jalalabad seien über den Bergen des Hindukusch Bin Ladens Leichenteile, darunter auch der Kopf, in dem „nur wenige Einschusslöcher“ waren, aus dem Helikopter geworfen worden. Denn nach der vor der Operation konstruierten Legende war zwischen dem ISI und der CIA vereinbart worden, dass Bin Laden bei einem Drohnenangriff im Hindukusch auf der afghanischen Seite der Grenze getötet worden sei. Jedoch war nach dem Helikopterabsturz diese Version nicht mehr haltbar und damit eine andere Cover-up Story erfunden worden, die dann die Seebestattung enthielt.
Hersh zitierte in seinem Artikel Carlotta Gall, während fast zwölf Jahren Afghanistan- und Pakistan-Korrespondentin der New York Times, die 2014 geschrieben hatte, der ISI habe von Bin Ladens Aufenthaltsort gewusst. Gall schrieb, Bezug nehmend auf Hershs Artikel im LBR: „Hershs Szenario erklärt ein Detail über die Nacht, als Bin Laden starb, das mich immer stutzig gemacht hat. Als einer der Helikopter abstürzte, seien bei der Polizei in Abbottabad Anrufe eingegangen. Sie hätten innert Minuten vor Ort sein können – wurden aber von der Armee zurückgepfiffen. So kam es, dass die Seals 40 Minuten ungestört in dem Anwesen ausharren konnten, bis ein Reserve-Helikopter eintraf. Erst danach sei die Armee aufgetaucht.“ Hersh verwies in seinem Artikel auch auf Imtiaz Gul, einen pakistanischen Experten für Sicherheitsfragen und Leiter des Thinktanks Centre for Research and Security Studies (CRSS) in Islamabad, der in seinem Buch The Most Dangerous Place, and Pakistan: Before and After Osama Bin Laden bereits 2012 publiziert hatte, dass ihn vier Agenten davon in Kenntnis setzten, dass das pakistanische Militär vorab von der US-Operation wusste. Hersh zitierte schließlich den ehemaligen Chef des ISI, General Asad Durrani: „Was Sie mir erzählen, ist im Prinzip das, was ich von früheren Kollegen gehört habe, die mit der Angelegenheit befasst waren“.
Die für Hersh „größte Lüge“ sei, dass General Ashfaq Parvez Kayani, seinerzeit Chef der pakistanischen Armee, und General Ahmed Shuja Pasha, Chef des ISI, nicht informiert gewesen seien.
Hersh fasste am Ende seines Artikels zusammen: „Lügen auf höchster Ebene bleibt der modus operandi der US-Politik, einschließlich geheimer Gefängnisse, Drohnenattacken, Nachteinsätzen von US-Spezialkräften, Umgehens des Dienstweges und Ausschlusses jener, die allenfalls Nein sagen.“
Zentrale Punkte der Darstellung Hershs waren bereits 2011 in dem Blog von Raelynn Hillhouse, einer früheren Professorin der Politikwissenschaften und „Geheimdienstexpertin“, basierend auf anderen Quellen veröffentlicht worden. Auch sie bleibt bei ihren Aussagen und fügt hinzu, dass sich ihre Quellen von denen Hershs unterscheiden. Auch in Deutschland hatte der Pakistan-Experte Hein G. Kiessling schon 2011 in einem Buch geschrieben, dass „Die Abbottabad-Operation der Amerikaner […], auch wenn aus Washington und Islamabad offiziell anders lautende Erklärungen kommen, mit größter Wahrscheinlichkeit nach vorherigen Absprachen des CIA mit der ISI-Führung durchgeführt“ wurde. Der BND ging ebenfalls davon aus, dass ein kleiner Kreis innerhalb des ISI Kenntnisse von Bin Ladens Präsenz in Abbottabad hatte. Carlotta Gall schrieb zudem, von glaubwürdiger Seite erfahren zu haben, „dass es tatsächlich ein pakistanischer Armeeoffizier war … der der CIA sagte, wo sich Bin Laden versteckte.“ Weiterhin wurde durch den Sender NBC ein Teil von Hershs Report gestützt. Zwei Geheimdienstquellen hätten die Version des „Walk-in“, also die Preisgabe des Informanten zum Versteck Bin Ladens, gegenüber dem CIA-Mitarbeiter in der US-Botschaft bestätigt. Diese Meldung wurde später dahingehend korrigiert, dass der Überläufer nur eine aus mehreren Quellen wäre, die zur Ergreifung von Bin Laden führte. In einer Radio-Show bei KPFK Pacifica Radio mit Moderator Ian Masters befand der Nahost-Experte Robert Baer in einem Interview die Story Hershs als plausibel und gab ihr wesentliche Glaubwürdigkeit. Der ehemalige CIA-Offizier Philip Giraldi gibt in der Zeitschrift The American Conservative an, die Schilderung Hershs für glaubwürdig zu halten.
Die Veröffentlichung des Reports wurde durch mehrere US-Medien wegen großer Bedenken abgelehnt. Das Weiße Haus, das Pentagon und die National Security Agency reagierten am 11. Mai mit Dementis auf Hershs Anschuldigungen. Obamas Sprecher, Josh Earnest, wies die Darstellung Hershs als einen „mit Ungenauigkeiten und blanker Unwahrheit gespickten“ Artikel zurück und der Vize-Sprecher des Nationalen Sicherheitsrates, Edward Price, sagte, er enthalte „zu viele grundlose Anschuldigungen, um ihnen im Einzelnen nachzugehen“. Der ehemalige stellvertretende und kommissarische CIA-Direktor Michael Morell meinte, Hershs Quelle habe keine Ahnung, wovon sie rede, und über die Anschuldigungen des Journalisten: „Jeder Satz, den ich gelesen habe, ist falsch.“ Der ehemalige Sprecher der CIA Bill Harlow äußerte, Hershs Bericht „mache absolut keinen Sinn.“ Der Journalist Jon Schwarz stellt in einem Artikel für The Intercept fest, dass Bill Harlow unhinterfragt für seine Äußerung über Hersh blieb in Anbetracht von Harlows falschen Behauptungen über Massenvernichtungswaffen im Irak 2003. Rob O’Neill, ein ehemaliger Navy Seal, der, laut eigener Angabe, Bin Laden erschoss, widersprach der Schilderung Hershs in einem Interview mit Fox News.
Der Bin-Laden-Biograf Peter Bergen bezeichnete Hershs Version als einen „Mischmasch aus Unsinn“, dem eine Vielzahl von Augenzeugenberichten, Fakten und der gesunde Menschenverstand entgegenstehen würden. Hershs Behauptung, die Schüsse auf Bin Laden seien die einzigen an diesem Abend gewesen, würde ignorieren, dass Bin Ladens Leibwächter auch erschossen wurden und die Schäden am Gebäude beweisen würden, dass während der Operation viele Schüsse abgefeuert wurden. Die US-Regierung habe die Kommunikation der Generäle Kayani und Pasha abgehört und deren Reaktion habe gezeigt, dass beide von Bin Ladens Aufenthaltsort keine Kenntnis gehabt hätten. Nelly Lahoud, die die während der Operation zur Tötung Bin Ladens sichergestellten Dokumente ausgewertet hat, widerspricht Hershs Behauptung, Bin Laden sei eine Geisel des ISI gewesen. Schon eine oberflächliche Lektüre der Dokumente mache deutlich, dass Bin Laden große Anstrengungen unternahm, um sich vor den pakistanischen Behörden zu verstecken, und es sei nur schwer vorstellbar, dass Bin Laden selbst nicht wusste, dass er als Geisel festgehalten wurde. Für Beobachter erschien Hershs Veröffentlichung, als habe ein alternder Enthüllungsjournalist „den Bezug zur Realität verloren“. Die Veröffentlichung wurde mit „Hohn und Spott“ kommentiert. Paul Middelhoff schrieb im Tagesspiegel, dass Hersh um seine Glaubwürdigkeit kämpfe und diese wieder einmal auf dem Spiel stehe, da er sich „mehrfach […] jedoch auch in unhaltbare Anschuldigungen verrannt“ habe. Kritiker bemängeln an Hershs Bericht, dass dieser sich im Wesentlichen auf „den einen Geheimdienstmitarbeiter“ beruft, der anonym bleiben wolle. Zwar würden namentlich genannte Quellen der Version nicht widersprechen, jedoch lägen keine konkreten Beweise oder Dokumente vor, die Hershs Darstellung stützen würden. Ansgar Graw und Uwe Schmitt zogen in der Welt zeitnah nach Veröffentlichung das Fazit: „Seymour Hersh wird in seinem Buch mehr Belege liefern müssen, als er es in seinem Aufsatz tat.“
Trevor Timm, ein Mitbegründer der Freedom of the Press Foundation, analysierte im Columbia Journalism Review die Berichterstattung der Medien über Hershs Behauptungen und bezeichnete diese als infam. Anstatt mit zusätzlichen Recherchen zu versuchen, die Details von Hershs Darstellung entweder zu untermauern oder zu widerlegen, sei die Berichterstattung der Medien hauptsächlich darauf ausgerichtet, den Überbringer der Nachricht zu attackieren.
Im Juni 2015 wurde vom Sender BBC 2 eine 30-minütige Sendung mit dem Titel The Bin Laden Conspiracy? von Jane Corbin ausgestrahlt, die als investigativer Dokumentarfilm Beweisen zu Verschwörungstheorien um Bin Ladens Tod nachging. Hershs Anschuldigungen wurden darin näher betrachtet. Tim Dowling ist der Meinung, dass die Dokumentation keine Antwort bietet, welche Version die richtige sei.

#### Giftgasangriff in Syrien 2017
Am 25. Juni 2017 veröffentlichten die Welt am Sonntag sowie Welt Online einen Artikel von Seymour Hersh, in welchem dieser behauptete, dass der Giftgasangriff auf die syrische Stadt Chan Schaichun im April 2017, der mehr als 80 Todesopfer forderte, nicht durch das Giftgas Sarin, sondern durch die Explosion eines Chemikalienlagers infolge eines Bombardements der syrischen Luftwaffe hervorgerufen wurde. Diese Darstellung und deren Veröffentlichung durch die Welt wurde schon kurz nach der Veröffentlichung von mehreren Medien kritisiert und in Frage gestellt.
So kritisierte etwa Stefan Schaaf in der taz, dass sich Hersh für seine Anschuldigungen nur auf sehr wenige Quellen verlasse, die zudem alle anonym blieben. Zudem sei die präsentierte Faktenlage nur äußerst dünn, lasse konkrete Beweise vermissen und stünde einer Vielzahl von konkreten und gut dokumentierten Beobachtungen und Belegen entgegen. Da dies auch für andere Veröffentlichungen Hershs in den vergangenen Jahren der Fall gewesen sei, würden seine Texte von etablierten Medien inzwischen durchweg abgelehnt werden, was Hershs Glaubwürdigkeit schon zuvor schwer beschädigt habe. Der Welt warf Schaaf deshalb konkret vor, dass diese den schlecht begründeten Anschuldigungen Hershs eine Plattform geboten hätte, ohne dass dieser auch nur eine einzige überprüfbare Quelle vorweisen könne.
Nele Pasch und Wolfgang Wichmann warfen Hersh im Faktenfinder von Tagesschau.de vor, dass er eine Vielzahl von ausführlichen Berichten ignoriere, die alle den Nachweis von Sarin oder einem ähnlichen chemischen Kampfstoff aus direkten Proben erbracht hätten. Außerdem würde er ähnliche Ergebnisse anderer Berichte, ohne eigene Faktenkunde, umdeuten, um sie in sein eigenes Narrativ einzubinden. Auch Pasch und Wichmann betonen, wie allein Hersh mit seiner Sicht der Dinge stehe, auch im Hinblick auf vorherige zweifelhafte Veröffentlichungen, und wie fragwürdig deren Publikation durch die Welt folglich sei.
Auch Eliot Higgins von der investigativen Plattform Bellingcat legte in einer Serie von Veröffentlichungen zu Hershs Artikel dar, dass sowohl dessen eigene Argumentation als auch die der vermeintlichen Experten, auf die er sich stütze, vor Fehlern und Unstimmigkeiten strotzten und nicht aufrechtzuerhalten seien. Somit würde er nach seinen haltlosen Ausführungen zum Giftgasangriff von Ghuta vom 21. August 2013 nun schon zum zweiten Mal elementare Fakten ignorieren und falsche Behauptungen aufstellen, das Ganze zudem nur auf Basis anonymer und nicht überprüfbarer Quellen. Der Welt wirft er vor, trotz der erdrückenden Faktenlage keine Stellungnahme zu den Vorwürfen zu nehmen und auch keine Richtigstellung zu publizieren. Dieses Schweigen würde mit dazu beitragen, dass Hershs Unwahrheiten von Propaganda-Webseiten und Verschwörungstheoretikern weiter verbreitet werden.
Elliot Higgins kommentierte in Newsweek im Februar 2018, der OPCW-Bericht über den Chan-Schaichun-Angriff zeige, dass Hershs Version derart ausgedacht war, dass nicht einmal Russen und Syrer sie aufgegriffen hätten. Hersh selbst habe auf die Kritik geantwortet, er habe gelernt zu schreiben, was er wisse, und sich dann nicht weiter darum zu kümmern.
Auch zwei Untersuchungen des UN-Menschenrechtsrats sowie der gemeinsamen Untersuchungsmission der Vereinten Nationen und der Organisation für das Verbot chemischer Waffen zeigten sich sicher, dass die Regierung von Baschar al-Assad für den Giftgasangriff in Chan Schaichun verantwortlich sei und dabei Sarin in einem Luftangriff eingesetzt habe. Alternative Theorien zum Angriff, die von Seymour Hersh u. a. in der Welt publiziert wurden, seien dadurch widerlegt und nicht mehr haltbar.

#### Anschlag auf die Nord-Stream-Pipelines, 2023
In einem Artikel auf seiner Substack-Seite behauptete Hersh am 8. Februar 2023, der Anschlag auf die Nord-Stream-Pipelines im September 2022 sei auf Anordnung der US-amerikanischen Regierung begangen worden. Präsident Joe Biden habe ihn genehmigt. Biden habe am 7. Februar 2022 im Beisein von Kanzler Scholz erklärt, dass im Falle einer russischen Invasion der Ukraine der Pipeline Nord Stream II ein Ende gesetzt werde, und das sei dann später durch die Anschläge auf die Pipelines umgesetzt worden. Hersh untermauerte dies in dem Substack durch ein Video mit der Aussage Bidens – von der Aussage von Scholz gefolgt, die notwendigen Sanktionen, falls es zu einer militärischen Aggression gegen die Ukraine komme, seien zwischen beiden Regierungen abgestimmt.
Laut Hersh haben US-Marinetaucher unter dem Deckmantel des jährlichen NATO-Ostseemanövers BALTOPS 22 im Juni 2022 heimlich an den Nord-Stream-Gasleitungen fernzündbare C4-Sprengsätze angebracht, an Stellen, die von den norwegischen Seestreitkräften vorgeschlagen worden seien. Die Planungen hätten schon im Dezember 2021 begonnen, also vor dem offenen Ausbruch des Ukraine-Krieges. Außer Biden seien sein Nationaler Sicherheitsberater Jake Sullivan, Außenminister Tony Blinken, Abteilungsleiterin Victoria Nuland und CIA-Direktor William Burns bei den Planungen involviert gewesen. Die militärische Operation soll von den US-Stützpunkten Rygge und Sola im NATO-Land Norwegen ausgeführt worden sein. Der Sprengstoff sei über eine aus einem P-8-Poseidon-Aufklärungsflugzeug der norwegischen Marine abgeworfenen Funk-Sonoboje zeitverzögert ferngezündet worden. Offiziere des NATO-Mitglieds Dänemark und des NATO-Kandidaten Schweden sind laut Hersh über Teile der Planungen informiert worden. Motiv sei das Misstrauen gegenüber Deutschland gewesen.
Hersh beruft sich bei seinen Angaben auf eine einzige, ungenannte Quelle, angeblich „mit direkter Kenntnis der operativen Planung“.
Seine Aussagen sind somit nicht durch das im Journalismus normalerweise übliche Zwei-Quellen-Prinzip bestätigt. Zur russischen TASS sagte er: „Es ist jemand, der anscheinend ziemlich viel über die Vorgänge weiß. Ich kann natürlich keine Namen nennen.“
Adrienne Watson, die Sprecherin des Nationalen Sicherheitsrates der USA, wies den Bericht zurück: „Das ist völlig falsch und eine vollkommene Erfindung“. Ein Sprecher des Auslandsgeheimdienstes CIA äußerte gegenüber AFP: „Diese Behauptung ist völlig und vollkommen falsch.“ Das norwegische Außenministerium bezeichnete die Vorwürfe als „unsinnig“.
Oberstleutnant Vegard Norstad Finberg, Pressesprecher der norwegischen Streitkräfte, wies die Anschuldigungen als „haltlos“ zurück. Es habe kein Schiff der Alta-Klasse in der Nähe der Explosionsstellen während des NATO-Manövers BALTOPS im vergangenen Jahr operiert. Zum Aufklärungsflugzeug P-8 Poseidon sagte er: „Die P-8 war bisher nicht im operativen Betrieb und hat nur Testflüge im norwegischen Luftraum geflogen.“ Kritiker, vor allem in westlichen Medien, werfen Hersh eine Verletzung journalistischer Sorgfaltsstandards sowie Ungereimtheiten in seiner Argumentation vor.
Der Linguist Friedemann Vogel kommentierte am 11. Februar 2023 auf Übermedien, Hershs Darstellung fehle die Beweiskraft, zumal er sich angeblich nur auf eine anonyme Quelle stütze. Ebenso problematisch sah er andererseits die Kritiker Hershs, die ihn nach seiner Auffassung ad hominem oder durch die Parallele zur russischen Darstellung diffamierten. Medien wie die Tagesschau führten dabei selbst als Quelle zur Einordnung der Darstellung Hershs einen einzelnen Angehörigen der Bundeswehr an oder verwiesen pauschal auf ungenannte Experten oder nicht spezifizierte Quellen.
Hersh äußerte sich zu seiner Veröffentlichung und zu der Kritik, dass er nur eine einzige anonyme Quelle habe, und zu der Frage, wie er seine Angaben überprüft habe, in einem Interview mit der Berliner Zeitung.
Die Menschen in Amerika und Europa, die Pipelines bauen, wüssten, was passiert sei. „Ich sage Ihnen etwas Wichtiges. Die Leute, die Unternehmen besitzen, die Pipelines bauen, kennen die Geschichte. Ich habe die Geschichte nicht von ihnen bekommen, aber ich habe schnell gelernt, dass sie es wissen.“
Eine Sprecherin des deutschen Generalbundesanwalts erklärte auf Anfrage der Süddeutschen Zeitung Mitte Februar 2023, dass man weiterhin jedem Hinweis nachgehe, es lägen der Bundesanwaltschaft jedoch „keine Erkenntnisse im Sinne der jüngsten Veröffentlichung des Journalisten Seymour Hersh vor“.
Die russische Regierung hingegen sah sich durch Hershs Bericht in ihrer Sichtweise bestätigt.
Wenige Tage nach der Veröffentlichung forderte Russland im Sicherheitsrat der Vereinten Nationen eine unabhängige UN-Untersuchung des Vorfalls und berief sich dabei auf Hershs Artikel.
Im März 2023 berichtete die New York Times, dass neue Geheimdienstberichte darauf hindeuteten, dass eine „pro-ukrainische Gruppe“ für den Anschlag verantwortlich sei.
Hersh wies diese Darstellung als unglaubwürdig zurück und sagte, dass es sich um einen Versuch handele, die Aufmerksamkeit von der Tatsache abzulenken, dass Taucher der US-Marine den Sprengstoff im Rahmen einer NATO-Übung in der Ostsee deponierten.

## Journalistischer Arbeitsstil
Hersh ließ sich, nach eigener Aussage, durch die Arbeiten von Carl Sandburg, Arthur Schlesinger, dem Pulitzerpreisträger David Halberstam und der Ikone des investigativen Journalismus in den USA, Izzy Stone, inspirieren. Er wird auch in die Tradition des Muckraker-Journalismus eingeordnet.
In einem Interview für das New York Magazin von 2015 macht Hersh die Unterscheidung zwischen Standards und strenger Sachlichkeit für seine abgedruckten Arbeiten. Er lasse sich Handlungsspielräume offen, in denen er inoffiziell über Storys spreche, die noch in Arbeit seien, und mache diese unscharf, um seine Quellen zu schützen. „Manchmal ändere ich Ereignisse, Zeitpunkte und Orte bestmöglich, um Leute zu schützen […] Ich kann nicht frisieren, was ich schreibe. Aber ich kann freilich erfinden, was ich sage.“
Im City News Bureau Chicagos erlernte Hersh das Handwerk, Zeugen zu befragen, Fakten zu gewinnen, zu überprüfen und „richtig“ wiederzugeben; dies nach der Vorgabe von Chefredakteur Arnold Dornfeld: „Erzähl mir nicht, was du denkst – sag mir, was du weißt.“ Die hier geforderte gründliche Recherche war eine lebenslange Lektion und das wichtigste Instrument in späteren Kontroversen, laut Hersh-Biographie Robert Miraldi. Allerdings eignete Hersh sich bei CBS auch journalistisch fragwürdige Methoden an, um an Informationen zu kommen, wie zum Beispiel das Vortäuschen, eine andere Person zu sein. Bei United Press International fand Hersh den Zugang zum investigativen Journalismus. Das Motto von UPI war: „Mach’s schnell, Mach’s richtig, Halte es verständlich.“ Er folgte dem Grundsatz Izzy Stones: „Man kann nicht schreiben, ohne zu lesen.“ Täuschung, Übertreibung und Bluffs erweiterten Hershs Repertoire. Seine Zuständigkeit bei Associated Press für das Kürzen von Artikeln, damit diese als Radionachrichten verlesen werden konnten, prägten seinen komprimierten Stil der Berichterstattung. Bei AP lernte er den „Establishment-Journalismus“ kennen, nach dem AP-Motto: „Genauigkeit, Unparteilichkeit und Integrität“. Objektivität in der Berichterstattung, wie sie seit den 1950er Jahren stark gefordert wurde, missachtete Hersh, womit er oft bei seinen Redakteuren aneckte. Er galt trotzdem nicht als „Sünder“, da seine Storys immer Profil hatten und auf „Messers Schneide balancierten“. Hersh sammelte im Laufe der Zeit eine Menge Material und Artikel. Diese umfassende Sammlung von Berichten und Dokumentationen ist Basis seiner Recherchen wie bei seinen Enthüllungen zur CIA. Für gute Kriegsberichtserstattung sei der Zugang zu Storys, erzählt von Soldaten, der Schlüssel. Er verließ zur Recherche nicht das Land, sondern suchte heimkehrende Soldaten auf.
Hershs Hauptmittel, um an Informationen zu gelangen, sei das Telefon. Sein Telefonstil sei unerbittlich, dynamisch, täuschend, einschüchternd. Er ist berüchtigt für sein schnelles Reden. So kommentierte Bill Kovack, Redakteur bei der New York Times: „In Sy’s Händen war ein Telefon ein improvisierter Sprengsatz.“
Hersh baute sich ein großes Netzwerk an anonymen Informanten auf, insbesondere bestehend aus nonkonformistischen Personen und Beamten, die in den Ruhestand versetzt worden waren. Seit seine Bekanntheit gestiegen war, kontaktierten Quellen ihn auch direkt. Die Nutzung anonymer Quellen wurde eines seiner Markenzeichen. Seine Leidenschaften sind Baseball, Poker und Golf, womit er seine Kontakte pflegt.
Hersh sei bei einem Journalismus vorangegangen, der in der Mitte der 1970er Jahre „außer Kontrolle geriet“, so das Urteil des Historikers James Boylan. Der Biograph Robert Miraldi beschreibt Hersh als freundlich, aber distanziert, frech, leidenschaftlich, besessen, rau, produktiv, erfolgreich und ausgesprochen umstritten. Er sei zusammen mit seinem „Rivalen“ Bob Woodward mit Sicherheit der bekannteste investigative Journalist Amerikas. Thomas Powers bemerkte hierzu: „Würde man ein Pantheon des amerikanischen Journalismus errichten, so wäre Hersh in ihm.“

## Rezeption und Kritik
Seine investigativen Recherchen brachten Hersh zahlreiche Anfeindungen und Morddrohungen ein.
Kritik kommt teilweise von den zahlreichen Personen, die durch Hershs investigative Recherchen in ihrer öffentlichen Reputation geschädigt wurden, etwa General John D. Lavelle, Ed Korry, Henry Kissinger, Manuel Noriega und Dick Cheney. Hersh komme „im amerikanischen Journalismus dem am nächsten, was man einen Terroristen nennt,“ sagte der Bush-Berater Richard Perle, über den Hersh im New Yorker aufgedeckt hatte, dass er als Kriegs-Befürworter mit Firmen verbunden war, die am Irak-Krieg verdienen konnten. Bush selbst nannte Hersh einen Lügner. Hersh machte sich sechs US-Administrationen von Lyndon B. Johnson bis Barack Obama zu Feinden. Auch seiner eigenen Einschätzung nach gab es noch nie einen Präsidenten, der ihn leiden konnte. „Ich nehme es als Kompliment,“ sagte Hersh in einem Interview.
Es gibt Kritiker, die Hersh einen Persönlichkeiten-Attentäter, einen politisch links orientierten oder unzuverlässigen Journalisten nennen.
Hershs Biograph Robert Miraldi vermerkt, einige Kritiker schrieben Artikel über „King Sy’s“ Fehler, andere über seine Täuschungen. Bill Arkin, Analyst für militärische Angelegenheiten unter anderem bei der New York Times, meinte dazu: „Er kann jeden Fakt falsch haben, aber die Story ist korrekt.“ So würden, laut Katja Müller (NZZ), im Gegensatz zu seinen früheren Arbeiten, bei der Nordstream-Studie Beweise fehlen, aber Hersh habe seit jeher seine Informanten, um sie zu schützen, lediglich als anonyme Quellen erwähnen können. Diese Arbeitsweise sei schon früh kritisiert worden, da die Behauptungen nur schwer nachzuprüfen waren. Bei den neueren Arbeiten falle aber eine Vermischung von Fakten und Fiktion und seine Nähe zu Verschwörungstheorien auf. „Wenn die amerikanische Regierung lügt, dann sagen ihre Gegner vielleicht die Wahrheit,“ zitiert sie das britische Magazin Prospect zu Hershs Logik.
Seit 2017 wurde der Gründer des Recherchenetzwerks Bellingcat, Eliot Higgins, zu einem scharfen Kritiker von Hersh; er wirft ihm Ungereimtheiten und falsche Detailangaben vor, die durch öffentliche Quellen mit Methoden des Open Source Intelligence (OSINT) leicht aufgedeckt werden könnten, die dadurch die ganze Argumentation in Zweifel zögen.
Hersh, im Gegenzug, lehnt den Verlass auf OSINT weitgehend ab – es sei ein Leichtes für Geheimdienste, falsche Fährten zu legen.
Es gab von Anfang an Kritik an Hershs Nutzung anonymer Informanten. Kritiker wie Edward Jay Epstein und Amir Taheri meinten, er vertraue ihren Aussagen zu sehr. Taheri schrieb 2004 in seiner Rezeption von Chain of Command: „Sobald [Hersh] eine Anschuldigung macht, zitiert er eine ,Quelleʼ, um sie zu stützen. In jedem Fall ist es entweder ein ungenannter, ehemaliger Offizieller oder ein unidentifiziertes, geheimes Dokument, welches unter ungeklärten Umständen zu ihm gelangte. […] Nach meiner Zählung hat Hersh anonyme Quellen in 30 ausländischen Regierungen und in praktisch jeder Abteilung der U.S. Regierung.“
Kritiker wie James Kirchick werfen ihm zudem vor, dass er allzu unkritisch mit den Informationen seiner anonymen Quellen umgehe und nicht ausreichend deren Motivation hinterfrage; seine Haltung, die bei den US-Behörden grundsätzlich verschwörerische Beweggründe sehe, blende alle Skepsis gegenüber fragwürdigen Informanten aus; seine Offenheit für konspirative und fragwürdige Informanten ziehe aber diese geradezu an.
Der The New Yorker Redakteur David Remnick sagte der Columbia Journalism Review (mit Bezug auf Hershs Zeit beim New Yorker), er kenne die Identität aller dessen ungenannten Quellen: „Ich kenne jede einzelne Quelle in seinen Arbeiten […] Jeden ‚pensionierten Geheimdienstmitarbeiter,ʼ jeden General, mit Grund ihn zu kennen, […] Ich frage [Hersh]: ‚Wer ist es? Was ist sein Interesse?‘ Wir sprechen das durch.“ Robert Miraldi, der Autor der 2013 erschienenen Biographie Seymour Hersh: Scoop Artist, stellte fest, Hershs Darstellungen seien bei ihrer Veröffentlichung oft umstritten gewesen. Sie würden als zu verschwörerisch angesehen, oder es heißt, sie würden sich zu stark auf anonyme Quellen stützen. „Das ist typisch Sy ... Er explodiert auf der ersten Seite, seine Kritiker sagen, dass es nicht so ist, und am Ende hat er doch recht. Er liebt das. Er schwelgt in diesen Momenten.“

## Privates
Hersh heiratete 1964 Elizabeth Sarah Klein, eine Psychiaterin. Sie haben drei Kinder.

## Zitate
Ich hasse Lügen. Viele Amerikaner sagen: Die da oben lügen! Ich kann das nicht akzeptieren. Es muss die gleichen moralischen Standards im Großen wie im Kleinen geben.
 … ich (sehe) als Fundament meines Tuns ganz einfach die Aufgabe, die Mächtigen an den höchsten demokratischen und humanistischen Standards zu messen. Nichts anderes tue ich. Die Mächtigen sollen wissen, dass sie da draußen von jemandem kontrolliert werden.

## Preise und Auszeichnungen
- 1969: George Polk Special Award, für die Berichterstattung über das Massaker von My Lai
- 1970: Pulitzer-Preis für internationale Berichterstattung über das Massaker von My Lai
  - Worth-Bingham-Preis für investigativen Journalismus zum selben Thema
  - Sigma Delta Chi Distinguished Service Award für die Berichterstattung über dasselbe Thema
- 1973: George Polk Award für den investigativen Journalismus zur Operation Menu (in The New York Times)
  - Scripps-Howard Public Service Award für die Berichterstattung über Operation Menu
- 1974: George Polk Award für die Berichterstattung über die Operation CHAOS (in The New York Times)
- 1975: Hillman-Preis für die Berichterstattung über die Operation CHAOS
- 1981: George Polk Award (mit Jeff Gerth und Philip Taubman) über Waffenverkäufe ehemaliger CIA-Agenten an Libyen (in The New York Times)
  - Sigma Delta Chi Award für die Berichterstattung zum selben Thema
- 1983: National Book Critics Circle Award für seine Sachbücher,
  - Los Angeles Times Book Prize für die Biografie Der Preis der Macht: Kissinger im Weißen Haus
  - Investigative Reporters & Editors Award für dasselbe Werk
- 1984: Hillman-Preis für dasselbe Werk
- 1992: Investigative Reporters & Editors Award für The Samson Option: Israel's Nuclear Arsenal and American Foreign Policy
- 2004: National Magazine Award for Public Interest für Artikel über die Bush-Administration im Vorfeld des Irakkriegs (in The New Yorker);
  - George Polk Award for Magazine Reporting,
  - Overseas Press Club Joe & Laurie Dine Award
  - National Press Foundation Kiplinger Distinguished Contributions to Journalism Award für die Berichterstattung über den Missbrauch von Gefangenen in Abu Ghraib (in The New Yorker)
  - George Orwell Award
- 2005: National Magazine Award for Public Interest für die Berichterstattung über den Missbrauch von Gefangenen in Abu Ghraib
  - Ridenhour-Courage-Preis
  - Preis für die Freiheit und Zukunft der Medien der Medienstiftung der Sparkasse Leipzig
- 2009: International Center for Journalists Founders Award for Excellence in Journalism
- 2010: Demokratiepreis der Blätter für deutsche und internationale Politik in Berlin[259]
- 2017: Sam Adams Award für Integrität

## Werke (Auswahl)
- Chemical and Biological Warfare: America's Hidden Arsenal. New York: Bobbs-Merrill; London: MacGibbon & Kee. 1968. ISBN 0-586-03295-9
- My Lai 4: A Report on the Massacre and Its Aftermath. Random House. 1970. ISBN 0-394-43737-3.
- Cover-Up: The Army's Secret Investigation of the Massacre at My Lai 4. Random House. 1972. ISBN 0-394-47460-0.
- The Price of Power: Kissinger in the Nixon White House. Simon & Schuster. 1983. ISBN 0-671-44760-2.
- The Target Is Destroyed: What Really Happened to Flight 007 and What America Knew About It. Random House. 1986. ISBN 0-394-54261-4.
- The Samson Option: Israel’s Nuclear Arsenal and American Foreign Policy. Random House, 1991 (dt. Atommacht Israel. Das geheime Vernichtungspotential im Nahen Osten. Droemer Knaur, 2000). ISBN 0-394-57006-5.
- The Dark Side of Camelot. Little, Brown & Company, 1997 (dt. Kennedy: das Ende einer Legende). ISBN 0-316-36067-8.
- Against All Enemies: Gulf War Syndrome: The War Between America's Ailing Veterans and Their Government. New York: Ballantine Books. 1998. ISBN 0-345-42748-3.
- Chain of Command: The Road from 9/11 to Abu Ghraib. HarperCollins, 2004. (dt. Die Befehlskette. Vom 11. September bis Abu Ghraib. Rowohlt, Reinbek 2004; Rezension). ISBN 0-06-019591-6.
- The Killing of Osama Bin Laden. Verso. 2016. ISBN 978-1-78478-436-2.
- Vorwort in: Robert Baer: See No Evil: The True Story of a Ground Soldier in the CIA's War on Terrorism. 2003
- mit Scott Ritter: Iraq Confidential: The Untold Story of the Intelligence Conspiracy to Undermine the UN and Overthrow Saddam Hussein. Nation Books 2005
- The Killing of Osama Bin Laden. Verso 2016
- Reporter: A Memoir (Autobiography). New York, Alfred Knopf, 2018. ISBN 978-0-307-26395-7

## Essays, Artikel, Reportagen
- Alle Artikel in The New Yorker
- Alle Artikel im London Review of Books
- St. Louis Post Dispatch: Alle Artikel zum My Lai Massaker
- Der Report des Generals. Wie Antonio Taguba, der den Abu-Ghraib-Skandal untersuchte, eines seiner Opfer wurde. Blätter für deutsche und internationale Politik 8/2007, S. 937–956.
- Reporter in Washington. Vietnam, Irak, Iran – Von Macht und Ohnmacht des Journalisten, In: Lettre International, LI 80, Frühjahr 2008.
- Rote Linie, Rattenlinie. Giftgas, Bürgerkrieg und Krieg – Obama, Erdoğan und Syriens Rebellen, In: Lettre International, LI 105, Sommer 2014.
- Der Tod Osama Bin Ladens. Lügen, Logik, Tatsachen – eine kritische Rekonstruktion der Ereignisse, In: Lettre International, LI 109, Sommer 2015.
- How America Took Out The Nord Stream Pipeline, In: Seymour Hershs Substack, Februar 2023

## Bücher über Seymour Hersh
Autobiographie
- Seymour M. Hersh: Reporter: A Memoir. Alfred A. Knopf, USA, New York 2018, ISBN 978-0-307-26395-7 (englisch).

Biographien
- Robert Miraldi: Seymour Hersh: Scoop Artist. University of Nebraska Press, USA, Potomac 2013, ISBN 978-1-61234-475-1 (englisch).
- Oliver Burkeman: Scoopht. The Guardian, Manchester 9. Oktober 2014 (englisch, theguardian.com).

Mit Bezug zu Hersh
- Kathryn Signe Olmsted: Challenging The Secret Government. the post-Watergate investigations of the CIA and FBI. University of North Carolina Press, 1996, ISBN 0-8078-2254-X (englisch, eingeschränkte Vorschau in der Google-Buchsuche – Ph.D. dissertation: Challenging The Secret Government: Congress And The Press Investigate The Intelligence Community, 1974–1976. University of California at Davis, 1993, AAT 9328863).
- Carl Jensen: Stories that changed America. Muckrakers of the 20th century. Seven Stories Press, New York 2000.